# Lijst van afleveringen van Toen was geluk heel gewoon

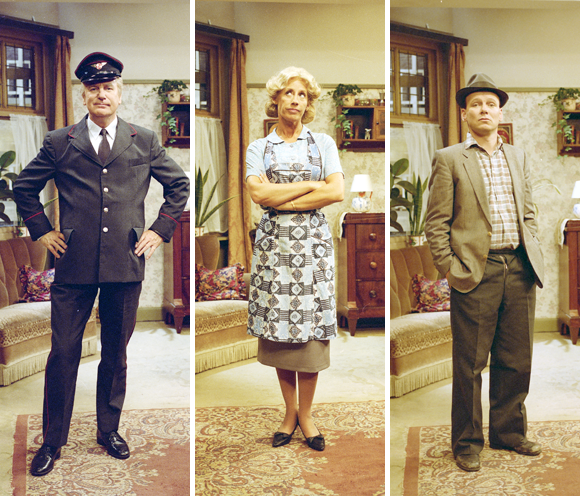
De hoofdrolspelers van Toen was geluk heel gewoon in 1993: Gerard Cox, Joke Bruijs, Sjoerd Pleijsier.

Dit is een lijst van afleveringen van KRO's komedieserie Toen was geluk heel gewoon.

## Afleveringen overzicht
| Seizoen | Eerste uitzending                   | Afleveringen | Aantal afleveringen |
| ------- | ----------------------------------- | ------------ | ------------------- |
| 1       | 2 januari 1994 - 20 maart 1994      | 1 - 12       | 12                  |
| 2       | 9 oktober 1994 - 12 januari 1995    | 13 - 21      | 9                   |
| 3       | 10 september 1995 - 4 februari 1996 | 22 - 41      | 20                  |
| 4       | 29 september 1996 - 19 januari 1997 | 42 - 56      | 15                  |
| 5       | 7 september 1997 - 1 februari 1998  | 57 - 78      | 22                  |
| 6       | 27 september 1998 - 30 mei 1999     | 79 - 109     | 31                  |
| 7       | 3 januari 2000 - 17 april 2000      | 110 - 125    | 16                  |
| 8       | 1 januari 2001 - 27 mei 2001        | 126 - 147    | 22                  |
| 9       | 6 januari 2002 - 31 maart 2002      | 148 - 160    | 13                  |
| 10      | 5 januari 2003 - 30 maart 2003      | 161 - 173    | 13                  |
| 11      | 4 januari 2004 - 7 maart 2004       | 174 - 183    | 10                  |
| 12      | 13 februari 2005 - 10 april 2005    | 184 - 192    | 9                   |
| 13      | 8 januari 2006 - 12 maart 2006      | 193 - 202    | 10                  |
| 14      | 21 mei 2007 - 9 juli 2007           | 203 - 210    | 8                   |
| 15      | 7 april 2008 - 26 mei 2008          | 211 - 218    | 8                   |
| 16      | 7 april 2009 - 3 juni 2009          | 219 - 226    | 8                   |

## Seizoen 1: 1959 (1994)
| Aflevering (seizoen) | Aflevering (serie) | Titel (Titel Honeymooners)                              | Gastacteurs | Uitzenddatum     | Uitzenddatum Honeymooners |  |
| --- | ------------------ | ------------------------------------------------------- | --- | ---------------- | ------------------------- |  |
| 1 | 1                  | Op de planken (On stage)                                | Tom Pompert – Niek (voorzitter Brulboeien) Bert Buitenhuis – Willy van Hemert Wim van den Heuvel – mijnheer van der Loos (toneelregisseur) | 2 januari 1994   | 28 april 1956             |  |
| Er wordt een toneelstuk opgevoerd voor de kegelclub. Jaap heeft een hoofdrol. Willy van Hemert biedt Nel een rol aan in een televisieserie. Ze weigert. |                    |                                                         | |                  |                           |  |
| 2 | 2                  | De golfspeler (The golfer)                              | Huib Rooymans – mijnheer Harmsen Vincent van den Akker – collega Jaap Fred Velle – Henk van de Berg Koos van der Knaap – Karel van Dam Olaf Wijnants – mijnheer Kieboom (onderdirecteur RET) Frits Jansma – Fred Mulder (collega Jaap) | 9 januari 1994   | 15 oktober 1955           |  |
| Jaap denkt dat hij groepschef wordt. Hij moet dus gaan golfen met mijnheer Harmsen, maar dat moet hij nog even leren. Bijzonderheden: Aflevering zonder Zus. Mijnheer Harmsen leert Jaap in deze aflevering bij name kennen, hoewel Jaap al jaren voor hem werkt. |                    |                                                         | |                  |                           |  |
| 3 | 3                  | De hoge noot (Young man with a horn)                    | Jaap Maarleveld – Simon de Wit Manon Alving – Lieve de Wit | 16 januari 1994  | 24 maart 1956             |  |
| Jaap en Simon doen examen voor een baan bij de gemeente. Ze zakken beiden. Simon de Wit en zijn vrouw blijken in het huis van Jaap en Nel gewoond te hebben. |                    |                                                         | |                  |                           |  |
| 4 | 4                  | De slaapwandelaar (The sleepwalker)                     | Jan van Eijndthoven – dokter in Groningen Huib Rooymans – mijnheer Harmsen | 23 januari 1994  | 5 november 1955           |  |
| Simon heeft last van slaapwandelen. Jaap moet hem telkens van het dak halen. |                    |                                                         | |                  |                           |  |
| 5 | 5                  | Je neemt er wat van mee (The $99,000 answer)            | Bert Nicodem – pianist Boudewijn van Hulzen Marja de Leeuw – Maud (assistente Theo Eerdmans) Elisabeth Versluys – Lea van Vliet (moeder Nel) Arthur Boni – Theo Eerdmans Peter Goedhart – mijnheer Kroon (kwiskandidaat) Ton van der Velden - Joop de Greef                                                                                | 30 januari 1994  | 28 januari 1956           |  |
| Jaap denkt met een televisiekwis 1000 gulden te verdienen. Hij gaat met lege handen naar huis. Bijzonderheden: Ton van der Velden wordt niet genoemd in de aftiteling. Het personage dat hij speelt is in deze aflevering alleen met zijn stem te horen. Aan de stem te horen is het inderdaad Ton van der Velden. |                    |                                                         | |                  |                           |  |
| 6 | 6                  | Een hondenleven (A dog's life)                          | Huib Rooymans – mijnheer Harmsen Frits Jansma – Fred Mulder Koos van der Knaap – Karel van Dam Olaf Wijnants – mijnheer Kieboom (onderdirecteur RET) Ruud IJzerdraat – melkboer Greet Vos – juffrouw Evers (secretaresse mijnheer Harmsen) Ernst Zwaan – mijnheer Gaus (dierenhandelaar) Menno Barger – Martin Gaus (zoon dierenhandelaar) | 6 februari 1994  | 18 februari 1956          |  |
| Nel heeft stiekem een hond genomen. Jaap en Simon denken eten van Nel gevonden te hebben en gaan ermee naar mijnheer Harmsen. Het blijkt hondenvoer te zijn. |                    |                                                         | |                  |                           |  |
| 7 | 7                  | Een zaak van leven en dood (A matter of life and death) | Mark Boode – briefbezorger Elle van Rijn – Corry (receptioniste Wereldkroniek) Kees Coolen – Matthieu de Geus (hoofdredacteur Wereldkroniek) Joep Onderdelinden – redacteur Wereldkroniek | 13 februari 1994 | 29 oktober 1955           |  |
| Jaap denkt dat hij nog 6 maanden te leven heeft. Hij blijkt een brief van de dierenarts gelezen te hebben. |                    |                                                         | |                  |                           |  |
| 8 | 8                  | De broer van Nellie (Brother Ralph)                     | Filip Bolluyt – Albert van Leeuwen Frits Jansma – Fred Mulder | 20 februari 1994 | 26 november 1955          |  |
| Jaap is ontslagen. Nel zoekt een baan buiten de deur. Om die te krijgen moet ze doen alsof Jaap haar broer is. Bijzonderheden: Aflevering zonder Zus. |                    |                                                         | |                  |                           |  |
| 9 | 9                  | De ring (Pal 'o mine)                                   | Bart Poulissen – Huib Scholten Michiel Drommel – dokter Gisolf Herman Planken – dokter Van Swol Tim Meeuws – Bep Rodenburg Anouk Broersma – zuster | 27 februari 1994 | 19 november 1955          |  |
| Jaap vindt op tafel een ring. Die is niet voor hem maar voor Siems collega Huib Scholten. Jaap doet hem om maar krijgt hem niet meer af. Bijzonderheden: - Dit is een van de drie afleveringen waarin Huib Scholten te zien is. Tevens is Huib in deze aflevering tot voorman bevorderd. - Dit is de enige aflevering waarin Bep Rodenburg (Tim Meeuws) te zien is. Hij wordt begraven in aflevering 172. - De artsen in het ziekenhuis hebben de namen gekregen van twee in die dagen populaire televisiedokters (Aart Gisolf en Hans van Swol). |                    |                                                         | |                  |                           |  |
| 10 | 10                 | De dienstbode (A woman's work is never done)            | Loes Vos – huishoudster Sofie Rob van de Meeberg – mijnheer Waterreus (medewerker arbeidsbureau) | 6 maart 1994     | 22 oktober 1955           |  |
| Jaap en Nel huren een huishoudster in. Het is niet wat Jaap verwacht. Bijzonderheden: Aflevering zonder Zus. |                    |                                                         | |                  |                           |  |
| 11 | 11                 | Vrouwelijk schoon (Alice and the blonde)                | Petra Sedda – Karin Buisrogge Machiel van Cooten – Arnold Buisrogge | 13 maart 1994    | 6 februari 1956           |  |
| Als Jaap en Simon weer eens laat thuiskomen trakteert Jaap de vrouwen op een bezoek aan Jaaps collega Arnold Buisrogge en zijn vrouw. Jaap en Simon zien hun eigen vrouwen niet staan. Die van Arnold des te meer. |                    |                                                         | |                  |                           |  |
| 12 | 12                 | Huurverhoging (Please leave the premises)               | Joop Wittermans – huisbaas Jansen | 20 maart 1994    | 10 maart 1956             |  |
| De huisbaas komt langs met een brief met een huurverhoging. Jaap legt zich er niet zomaar bij neer. Bijzonderheden: Aflevering zonder Zus. |                    |                                                         | |                  |                           |  |

## Seizoen 2: 1959 (1994/1995)
| Aflevering (seizoen) | Aflevering (serie) | Titel (Titel Honeymooners)                            | Gastacteurs | Uitzenddatum     | Uitzenddatum Honeymooners |  |
| --- | ------------------ | ----------------------------------------------------- | --- | ---------------- | ------------------------- |  |
| 1 | 13                 | Heer in het verkeer (The safety award)                | Bram Bart – Jen Vlietstra (verslaggever Het Vrije Volk) Hans Beijer – Willem (fotograaf) Koos van der Knaap – Karel van Dam Tom van Beek – Sander van der Scheur (uitreiker gouden veiligheids speld) Margreet Heemskerk – Hendrina van der Scheur Olaf Wijnants – mijnheer Kieboom Huib Rooymans – mijnheer Harmsen | 9 oktober 1994   | 19 mei 1956               |  |
| Jaap heeft de veiligheidsspeld gewonnen omdat hij een jaar lang schadevrij op de bus heeft gereden. Vlak voor de uitreiking krijgt hij een aanrijding.                                      |                    |                                                       | |                  |                           |  |
| 2 | 14                 | Bandenpech (A matter of record)                       | Ivo van Dijk – Bennie Wijnstekers (oud voetballer) Elisabeth Versluys – Lea van Vliet Els Fles – juffrouw van der Velden (wijkverpleegster) | 16 oktober 1994  | 7 januari 1956            |  |
| Nel gaat terug naar haar moeder omdat Jaap ruzie met zijn schoonmoeder heeft. Hij wil het goedmaken en neemt een bandje voor Nel bij Simon op. Alleen stuurt Simon het verkeerde bandje op. |                    |                                                       | |                  |                           |  |
| 3 | 15                 | TV voor twee (TV or not TV)                           | geen | 23 oktober 1994  | 1 oktober 1955            |  |
| Jaap en Simon kopen samen een tv-toestel. |                    |                                                       | |                  |                           |  |
| 4 | 16                 | Bemoei je met je eigen zaken (Mind your own business) | Huib Rooymans – mijnheer Harmsen Mary Kruyssen – juffrouw Evers (secretaresse mijnheer Harmsen) | 6 november 1994  | 26 mei 1956               |  |
| Simon wordt ontslagen en gaat strijkijzers verkopen. |                    |                                                       | |                  |                           |  |
| 5 | 17                 | Naar Parijs (Unconventional behaviour)                | Willem Westerman – Nederlandse conducteur (op perron) Albert Mol – treinpassagier Joep Dorren – Duitse conducteur (in trein) | 13 november 1994 | 12 mei 1956               |  |
| Jaap en Simon gaan met de trein naar Parijs voor de kegelclub. Ze raken Nel en Zus kwijt. Later blijken ze ook nog in de verkeerde trein te zitten.                                         |                    |                                                       | |                  |                           |  |
| 6 | 18                 | Wie de handschoen past... (Pardon, my glove)          | Hein van Beem – mijnheer de Rooy (verkoper Ter Meulen) | 20 november 1994 | 17 maart 1956             |  |
| Nel wil Jaap verrassen voor z'n verjaardag. Er komt iemand van Ter Meulen om gratis het hele huis te vernieuwen. Jaap denkt dat Nel vreemdgaat.                                             |                    |                                                       | |                  |                           |  |
| 7 | 19                 | De baas in huis (Head of the house)                   | Hans van Gelder – reporter Het vrije Volk Vincent van den Akker – collega Jaap Fred Velle – Henk van de Berg Koos van der Knaap – Karel van Dam | 27 november 1994 | 31 maart 1956             |  |
| Jaap vertelt in een interview in de krant dat hij de baas in huis is. Hij zegt tegen zijn collega's dat Nel alles doet wat hij zegt.                                                        |                    |                                                       | |                  |                           |  |
| 8 | 20                 | Een man z'n trots (A man's pride)                     | Jaap Stobbe – Henk Hooft Huib Rooymans – mijnheer Harmsen Diana Dobbelman – Rinie Hooft Hans van den Berg – ober restaurant | 5 januari 1995   | 22 september 1956         |  |
| Jaap komt een kennis van vroeger tegen en doet zich beter voor dan hij is. Bijzonderheden: Zus is in deze aflevering alleen te horen.                                                       |                    |                                                       | |                  |                           |  |
| 9 | 21                 | De N.V. Jaap Kooiman (Ralph Krampden, Inc)            | Hein Boele – notaris Wessels Ella Snoep – Elly van der Dood (dienstbode) Flip Heeneman – Cornelis Peppink (butler) | 12 januari 1995  | 4 februari 1956           |  |
| Simon investeert 10 gulden in de zaken van Jaap. Hij krijgt 25% van de opbrengst. Jaap denkt dat hij veel geld erft van een overleden buspassagier. Bijzonderheden: Aflevering zonder Zus.  |                    |                                                       | |                  |                           |  |

## Seizoen 3: 1959/60 (1995/1996)
| Aflevering (seizoen) | Aflevering (serie) | Titel (Titel Honeymooners)                     | Gastacteurs | Uitzenddatum      | Uitzenddatum Honeymooners |  |
| --- | ------------------ | ---------------------------------------------- | --- | ----------------- | ------------------------- |  |
| 1 | 22                 | De slager van Zuid (The Bensonhurst bomber)    | Michiel Kerbosch – biljarter in café Nico de Vries – Hennie Edward Stelder – bokser Rolf Leenders – maat van Simon Eric Krediet – bokser | 10 september 1995 | 8 september 1956          |  |
| Jaap en Simon hebben in het café woorden met iemand. De neef van hem daagt Jaap uit voor een bokswedstrijd. Bijzonderheden: Aflevering zonder Zus. |                    |                                                | |                   |                           |  |
| 2 | 23                 | Monus de man van de maan (The man from space)  | Fred Velle – Henk van de Berg Koos van der Knaap – Karel van Dam | 17 september 1995 | 31 december 1955          |  |
| Jaap en Simon doen mee aan een verkleedwedstrijd bij de kegelclub. |                    |                                                | |                   |                           |  |
| 3 | 24                 | De nieuwe buurman (Mama loves mambo)           | Mike Ho Sam Sooi – Rafael Martinez Maeve van der Steen – Hennie de Greef Hans Zuijdveld – Joop de Greef | 24 september 1995 | 3 maart 1956              |  |
| Er komt een nieuwe buurman in de Oranjeboomstraat wonen. De mannen zijn jaloers. Bijzonderheden: Het personage Hennie de Greef wordt in deze aflevering Ans genoemd. |                    |                                                | |                   |                           |  |
| 4 | 25                 | Brulboei van het jaar (The loudspeaker)        | Bing Han Thé – chinese ober Hans Hoekman – voorzitter Brulboeien Koos van der Knaap – Karel van Dam Fred Velle – Henk van de Berg | 1 oktober 1995    | 21 april 1956             |  |
| Jaap denkt dat hij Brulboei van het jaar is geworden en bereidt een speech voor. |                    |                                                | |                   |                           |  |
| 5 | 26                 | De vis wordt duur betaald (Something fishy)    | Hans Hoekman – voorzitter Brulboeien Koos van der Knaap – Karel van Dam Fred Velle – Henk van de Berg | 5 oktober 1995    | 17 december 1955          |  |
| Op de kegelclub wordt besloten dat de vrouwen niet mee mogen met de jaarlijkse visdag. Alleen moeten Jaap en Simon dat nog tegen hun vrouwen zeggen. |                    |                                                | |                   |                           |  |
| 6 | 27                 | Ha die Ma! (Hello, mom)                        | Truus Dekker – moeder van Jaap Herman Duijndam – postbode Maeve van der Steen – Hennie de Greef Hans Zuijdveld – Joop de Greef | 8 oktober 1995    | 3 december 1955           |  |
| Jaap denkt dat de moeder van Nel een paar dagen blijft logeren. Hij trekt voorlopig bij Simon in. Dan blijkt dat niet de moeder van Nel maar de moeder van Jaap komt logeren. |                    |                                                | |                   |                           |  |
| 7 | 28                 | Vreemd geld (Funny money)                      | Erik Groot – Pierre Janssen Robin Kortlang – crimineel John Leddy – crimineel Arthur Pont – Henk van der Speld (wijkagent) Toine Rongen – Henk de Naat (crimineel) Elisabeth Versluys – Lea van Vliet                                                                           | 15 oktober 1995   | 8 oktober 1955            |  |
| Jaap krijgt een koffer die hij gevonden heeft in zijn bus en nooit opgehaald is. Er zit veel geld in. Later blijkt het geld afkomstig te zijn van gangsters en nog vals te zijn ook. Bijzonderheden: - Aflevering zonder Zus. - Wijkagent van der Speld heet in deze aflevering Henk, in andere afleveringen Nico.                                                              |                    |                                                | |                   |                           |  |
| 8 | 29                 | Rugklachten (Oh, my aching back)               | Koos van der Knaap – Karel van Dam Ruud van der Meer – Leo van Vliet (oom van Nel) Fred Velle – Henk van de Berg | 22 oktober 1995   | 14 januari 1956           |  |
| Jaap moet met Nel naar haar moeder voor een etentje met oom Leo. Hij wil uitrusten omdat hij de volgende dag een keuring heeft. Simon weet hem over te halen om mee te gaan kegelen. |                    |                                                | |                   |                           |  |
| 9 | 30                 | Kans voor open doel (Opportunity knocks but)   | Walter Crommelin – Hopjes Koos van der Knaap – Karel van Dam Huib Rooymans – mijnheer Harmsen | 29 oktober 1995   | 5 mei 1956                |  |
| Jaap en Simon leren mijnheer Harmsen biljarten. Mijnheer Harmsen biedt Simon de positie van chef personeelszaken aan. Bijzonderheden: Eerste aflevering met Hopjes. |                    |                                                | |                   |                           |  |
| 10 | 31                 | Oudere jongeren (Young at heart)               | Tatum Dagelet – Saskia Robin Rienstra – Johnny | 12 november 1995  | 11 februari 1956          |  |
| Nel wil nog een keer naar de rolschaatsbaan op de kermis net als vroeger. |                    |                                                | |                   |                           |  |
| 11 | 32                 | Wild west in Zuid (Trapped)                    | Jeremy Baker – overvaller 1 Nico van der Knaap – Rudi Koppenol Ben Ramakers – overvaller 2 Bert van der Roest – politieagent Tim Schijf – Jantje Fred Velle – Henk van de Berg                                                                                                  | 19 november 1995  | 14 april 1956             |  |
| Jaap is getuige van een bankoverval. De overvallers zitten achter hem aan. |                    |                                                | |                   |                           |  |
| 12 | 33                 | Oppassen (The babysitter)                      | Ruben Agterberg – Fred Bilderbeek jr. Lia Bolte – Francien Bilderbeek Hugo Haenen – Fred Bilderbeek Tom de Jong – man bij kapper Fred Langerak – kapper die Fred knipt Maeve van der Steen – Hennie de Greef Luc Theeboom – kapper die Jaap scheert Bas Voets – Telefoonmonteur | 26 november 1995  | 21 januari 1956           |  |
| Nel heeft telefoon genomen zonder dat Jaap dat weet. Om dat zelf te kunnen betalen gaat zij bijverdienen als oppas. |                    |                                                | |                   |                           |  |
| 13 | 34                 | Makkers staakt uw wild geraas                  | Manon Alving – moeder Harmsen Walter Crommelin – Hopjes Koos van der Knaap – Karel van Dam Huib Rooymans – mijnheer Harmsen | 3 december 1995   |                           |  |
| Jaap en Simon plaatsen een advertentie om wat bij te verdienen als Sint en Piet. Hun eerste adres blijkt bij mijnheer Harmsen te zijn. Bijzonderheden: Dit is de eerste aflevering die door Gerard Cox en Sjoerd Pleijsier zelf geschreven is. |                    |                                                | |                   |                           |  |
| 14 | 35                 | Belastingperikelen (The worry wart)            | Gerard Borkus – van der Put (belastingambtenaar) | 10 december 1995  | 7 april 1956              |  |
| Jaap maakt zich druk omdat hij een brief gekregen heeft waarin staat dat hij zich moet melden op het belastingkantoor. Het blijkt dat hij vergeten is om een handtekening te zetten. Bijzonderheden: Aflevering zonder Zus. |                    |                                                | |                   |                           |  |
| 15 | 36                 | Komt allen tezamen                             | Guus Dam – Kees Hulst (kerstbomenverkoper) Koos van der Knaap – Karel van Dam Dick Rienstra – Chris (collega Jaap) Nico van der Knaap – Anton Piek (kerstbomenverkoper) Fred Velle – Henk van de Berg                                                                           | 17 december 1995  |                           |  |
| Jaap en Simon kopen kerstbomen van hun kerstgratificatie en verkopen deze door aan collega's. De naalden blijken wel erg snel uit te vallen. |                    |                                                | |                   |                           |  |
| 16 | 37                 | Anders dan anderen (This is your life)         | Victorien Barendrecht – vrouw in restaurant Hans van Gelder – man in restaurant Paul van Gorcum – Bert Garthoff Koos van der Knaap – Karel van Dam Woody Laurens – ober in restaurant Fred Velle – Henk van de Berg                                                             | 7 januari 1996    | 16 januari 1954           |  |
| Jaap is uitgekozen voor het televisieprogramma "Anders dan anderen". Als hij Nel samen met een vreemde man in een taxi ziet stappen denkt hij dat ze een ander heeft. |                    |                                                | |                   |                           |  |
| 17 | 38                 | De meeste stemmen gelden (The deciding vote)   | Hans Hoekman – voorzitter Brulboeien Koos van der Knaap – Karel van Dam Nico Schaap – Theo Dubois Maeve van der Steen – Hennie de Greef Fred Velle – Henk van de Berg | 14 januari 1996   | 10 december 1955          |  |
| Jaap wordt niet gekozen als afgevaardigde van de kegelclub. Hij denkt dat Simon niet op hem gestemd heeft. Niet Simon maar Karel van Dam heeft tegen hem gestemd. |                    |                                                | |                   |                           |  |
| 18 | 39                 | Brief aan de baas (Letter to the boss)         | Reinier Bulder – postbode bij brievenbus Koos van der Knaap – Karel van Dam Huib Rooymans – mijnheer Harmsen Fred Velle – Henk van de Berg Greet Vos – juffrouw Evers (secretaresse mijnheer Harmsen)                                                                           | 21 januari 1996   | 14 november 1953          |  |
| Mijnheer Harmsen zegt tegen Jaap dat hij morgen zijn uniform moet inleveren. Hij denkt dat hij ontslagen wordt en stuurt een brief naar mijnheer Harmsen om hem eens flink de waarheid te zeggen. Als blijkt dat Jaap groepschef wordt is de brief niet meer te onderscheppen. Bijzonderheden: Eerste aflevering waarin mijnheer Harmsen Simon aanspreekt als Vriendje Stokvis. |                    |                                                | |                   |                           |  |
| 19 | 40                 | Hersenschimmen (A little man who wasn't there) | Theo de Groot – dokter Fokkers (bedrijfspsychiater) Huib Rooymans – mijnheer Harmsen Fred Velle – Henk van de Berg | 28 januari 1996   | 12 februari 1955          |  |
| Jaap moet naar de bedrijfspsychiater. Deze adviseert hem om zijn vriendschap met Simon te verbreken. Hij schrijft een briefje aan Simon. Simon denkt dat Jaap zelfmoord wil plegen. |                    |                                                | |                   |                           |  |
| 20 | 41                 | Daar komt de bruid (Here comes the bride)      | Hans Hoekman – voorzitter Brulboeien Koos van der Knaap – Karel van Dam Pleuni Touw – Agnes (zus van Nel) Felix Troch – Jan van Klaveren (man van Agnes) Fred Velle – Henk van de Berg Elisabeth Versluys – Lea van Vliet                                                       | 4 februari 1996   | 25 februari 1956          |  |
| De zus van Nel gaat trouwen met Jan van Klaveren. Jaap maakt hem duidelijk dat de man de baas in huis is. De volgende dag komt Agnes huilend bij Nel binnen. |                    |                                                | |                   |                           |  |

## Seizoen 4: 1960/61 (1996/1997)
| Aflevering (seizoen) | Aflevering (serie) | Titel (Titel Honeymooners)                 | Gastacteurs | Uitzenddatum      | Uitzenddatum Honeymooners |  |
| --- | ------------------ | ------------------------------------------ | --- | ----------------- | ------------------------- |  |
| 1 | 42                 | De held (Hero)                             | Ynze Alkema – Nederlandse politieagent Pepijn Bostelaar – Tommie van der Bijl Hugo Danckaert – Belgische politieagent Nora Kretz – juffrouw Bartelsman-Hooi                                                                                     | 29 september 1996 | 19 februari 1955          |  |
| Jaap schept enorm over zichzelf op bij een jongetje uit de buurt. Hij vraagt Jaap om een keer in te vallen als akela bij de padvinderij. Bijzonderheden: Aflevering zonder Zus. |                    |                                            | |                   |                           |  |
| 2 | 43                 | Geen haar op m'n hoofd (Hair-raising tale) | Walter Van de Velde – "dokter Duskin" (oplichter) Paul van Soest – Huib Scholten Joris Van den Eynde – handlanger "dokter Duskin" Ernst Zwaan – "uitvinder" (man op bank)                                                                       | 6 oktober 1996    | 8 mei 1954                |  |
| Jaap en Simon kopen van een Belg voor 100 gulden de formule voor een haargroeimiddel. Huib Scholten is de eerste bij wie ze het middel uitproberen. Bijzonderheden: - Aflevering zonder Zus. - Dit is de tweede aflevering waarin Huib Scholten te zien is. |                    |                                            | |                   |                           |  |
| 3 | 44                 | Onder hypnose (The hypnotist)              | Koos van der Knaap – Karel van Dam Paul van Soest – Huib Scholten Fred Velle – Henk van de Berg | 13 oktober 1996   | 29 januari 1955           |  |
| Karel van Dam brengt Jaap en Simon in hypnose bij de kegelclub. Jaap heeft geld nodig voor het weekendje weg met de kegelclub. Hij nodigt Karel bij hem thuis uit om Nel onder hypnose te brengen zodat ze vertelt waar ze haar geld bewaart. Bijzonderheden: - Dit is de derde en laatste aflevering waarin Huib Scholten te zien is. - Deze aflevering werd per ongeluk voor de herhaling als pilotaflevering gebruikt. |                    |                                            | |                   |                           |  |
| 4 | 45                 | Verhuizen                                  | Koos van der Knaap – Karel van Dam Fred Velle – Henk van de Berg Guusje Westermann – mevrouw van der Bloes (gemeenteambtenaar) | 20 oktober 1996   |                           |  |
| Jaap en Nel willen een huis met een douche. Als hij hoort dat Karel van Dam een groter huis krijgt omdat zijn vrouw een kind heeft gekregen, denkt Jaap de gemeente om de tuin te kunnen leiden. |                    |                                            | |                   |                           |  |
| 5 | 46                 | De overval (The great jewel robbery)       | Jeremy Baker – echte overvaller Adriaan Bredero – tweede politieagent Koos van der Knaap – Karel van Dam Jan Pieterman – Herman Bliek (ingehuurde "overvaller") Arthur Pont – Nico van der Speld (wijkagent) Elisabeth Versluys – Lea van Vliet | 27 oktober 1996   | 26 februari 1955          |  |
| Jaap heeft een horloge gekocht voor de moeder van mijnheer Harmsen. Als deze bij Jaap bezorgd wordt denkt Nel dat het horloge voor haar is. Jaap en Simon laten een overval in scène zetten om het horloge van Nel af te pakken. |                    |                                            | |                   |                           |  |
| 6 | 47                 | De liefdesbrief (Love letter)              | Willy van der Griendt – Jaqueline Vis (grafologe) | 3 november 1996   | 16 oktober 1954           |  |
| Jaap vindt een liefdesbrief en denkt dat Nel een ander heeft. Als een grafologe vaststelt dat het handschrift van Simon is denkt hij dat Nel met Simon gaat. Later blijkt dat het een oude liefdesbrief van Simon aan Zus is. |                    |                                            | |                   |                           |  |
| 7 | 48                 | Jacobus Koppelaar (Cupid)                  | Christine van Stralen – Pleuni Overweel (date van Henk van de Berg) Fred Velle – Henk van de Berg | 10 november 1996  | 5 februari 1955           |  |
| Jaap regelt een afspraakje voor Henk van de Berg. Als Nel hoort dat Jaap een afspraakje met een andere vrouw heeft gemaakt denkt ze dat Jaap vreemdgaat. |                    |                                            | |                   |                           |  |
| 8 | 49                 | De prijsvraag (Boxtop kid)                 | René van Asten – mijnheer Hofman (van Dunno Slankbrood) Thijs Roovers – Cor Kiek (fotograaf) Maeve van der Steen – Hennie de Greef | 17 november 1996  | 22 mei 1954               |  |
| Jaap koopt allerlei producten uit de supermarkt om mee te kunnen doen met de prijsvragen. Hij wint een reis naar Parijs maar als blijkt dat Jaap gelogen heeft over zijn gewicht gaat het niet door. |                    |                                            | |                   |                           |  |
| 9 | 50                 | De bonte avond (Songs and witty sayings)   | Koos van der Knaap – Karel van Dam Bert Nicodem – Frans Reesink (pianist bij kegelclub) Jan Tromp – Jan de Ruiter (kunstfluiter) | 24 november 1996  | 14 mei 1955               |  |
| Er is een bonte avond bij de kegelclub. Jaap en Simon doen mee als Snip en Snap. Nel en Zus hebben ook een act en winnen 25 gulden. Bijzonderheden: - Dit is de laatste aflevering die vertaald en bewerkt is. Hierna zullen er alleen afleveringen volgen die door Gerard Cox en Sjoerd Pleijsier zijn geschreven. |                    |                                            | |                   |                           |  |
| 10 | 51                 | Het staat in de sterren                    | Carol van Herwijnen – Hopjes Huib Rooymans – mijnheer Harmsen | 8 december 1996   |                           |  |
| Mijnheer Harmsen kijkt met behulp van een horoscoop of Jaap geschikt is voor groepschef. Omdat volgens Simon Jaap onder een slecht gesternte geboren is, liegt Jaap over zijn geboortedatum. Simon blijkt zich vergist te hebben. |                    |                                            | |                   |                           |  |
| 11 | 52                 | De griep                                   | Koos van der Knaap – Karel van Dam Maeve van der Steen – Hennie de Greef | 15 december 1996  |                           |  |
| Jaap krijgt het voor elkaar dat de clubkampioenschappen van de kegelclub een week opgeschoven worden omdat hij met Nel naar de verjaardag van de Greef moet. Laat de Greef nu net ziek worden en zijn verjaardag een week later vieren. |                    |                                            | |                   |                           |  |
| 12 | 53                 | Oud en Nieuw                               | Carol van Herwijnen – Hopjes Jaap Maarleveld – mijnheer van Vliet (vader van Nel) Huib Rooymans – mijnheer Harmsen Elisabeth Versluys – Lea van Vliet                                                                                           | 29 december 1996  |                           |  |
| De vader en moeder van Nel komen bij Jaap en Nel oud en nieuw vieren. Omdat Jaap geen geld heeft voor vuurwerk gaat hij dat samen met Simon zelf maar maken. Mijnheer Harmsen wil wel wat vuurwerk van hen hebben. |                    |                                            | |                   |                           |  |
| 13 | 54                 | Oud papier                                 | Koos van der Knaap – Karel van Dam Paul van Soest – Hannes Korteland (papierhandelaar) Fred Velle – Henk van de Berg | 5 januari 1997    |                           |  |
| Nel en Zus halen oud papier op om een elektrische klok te kopen voor de moeder van Nel. Jaap weet de hand te leggen op een partij encyclopedieën en verkoopt deze door aan zijn collega's. Jaap heeft het geld van Nel geleend en de encyclopedieën blijken nep te zijn. |                    |                                            | |                   |                           |  |
| 14 | 55                 | Met de muziek mee                          | Carol van Herwijnen – Hopjes Huib Rooymans – mijnheer Harmsen Fred Velle – Henk van de Berg | 12 januari 1997   |                           |  |
| De RET heeft sinds kort een eigen fanfare. Jaap vindt het maar niets. Maar dan zoekt mijnheer Harmsen iemand voor de grote trom. |                    |                                            | |                   |                           |  |
| 15 | 56                 | Waar rook is, is vuur                      | Arthur Pont – Nico van der Speld | 19 januari 1997   |                           |  |
| Nel en Zus maken rozenbotteljam voor de fancy-fair. Jaap en Simon roken hasj. |                    |                                            | |                   |                           |  |

## Seizoen 5: 1961/62 (1997/1998)
| Aflevering (seizoen) | Aflevering (serie) | Titel                             | Gastacteurs | Uitzenddatum      |  |
| --- | ------------------ | --------------------------------- | --- | ----------------- |  |
| 1 | 57                 | Op vakantie                       | Reinier Bulder – "pastoor Ponke" (oplichter) Arthur Pont – Nico van der Speld Fred Velle – Henk van de Berg | 7 september 1997  |  |
| Jaap, Nel, Zus en Simon gaan op vakantie naar Duitsland. Als Jaap en Simon een volkstuintje met vakantiehuisje kopen van hun vakantiegeld gaat het niet door. De volkstuin is niet wat de vrouwen er van verwachten. |                    |                                   | |                   |  |
| 2 | 58                 | Alle dertien goed                 | Nico van der Knaap – Rudi Koppenol Niek Pancras – mijnheer de Vries (eigenaar sigarenmagazijn) Huib Rooymans – mijnheer Harmsen John Rouvroye – pater (komt Jaap aan het einde van de aflevering bloemen brengen)                             | 14 september 1997 |  |
| Jaap en Simon spelen in de toto volgens een systeem. Nel en Zus vullen ook een rijtje in. Mijnheer Harmsen laat zich adviseren door Jaap. Jaap en Simon winnen niets, maar Nel en Zus en mijnheer Harmsen wel. |                    |                                   | |                   |  |
| 3 | 59                 | Nieuw Klein Peking                | Koos van der Knaap – Karel van Dam Coby Timp – hospita Henk van de Berg Fred Velle – Henk van de Berg | 21 september 1997 |  |
| Nel en Zus gaan drie dagen naar Drenthe. Als Simon ontdekt dat de afhaalprijzen bij de chinees goedkoper zijn dan de restaurantprijzen begint hij samen met Jaap "Nieuw Klein Peking". Het eten is natuurlijk van "Klein Peking". Bijzonderheden: Degene die Greet van Dam speelt in deze aflevering staat niet op de aftiteling. Waarschijnlijk is het Monique Noordermeer die ook in latere afleveringen te zien is. |                    |                                   | |                   |  |
| 4 | 60                 | De mensenredder                   | Freerk Bos – journalist van Het Vrije Volk Paul van Soest – Henk van de Berg Elisabeth Versluys – Lea van Vliet | 28 september 1997 |  |
| Henk van de Berg redt een kind uit het water. Jaap wil ook in de krant komen en zet samen met Simon een redding in scène. Alleen is het Jaap zelf die gered moet worden. Nel en Zus stekken plantjes voor bejaarden. Bijzonderheden: Eerste aflevering waarin Paul van Soest de rol van Henk van de Berg speelt. |                    |                                   | |                   |  |
| 5 | 61                 | Het eerste kievitsei              | Jan Ad Adolfsen – prins Bernhard Rosalie Coppelmans – prinses Marijke Huib Rooymans – mijnheer Harmsen Hedy Wiegner – koningin Juliana | 5 oktober 1997    |  |
| Simon vindt het eerste kievitsei en brengt dat samen met Jaap naar paleis Soestdijk. |                    |                                   | |                   |  |
| 6 | 62                 | Verjongen                         | John Buijsman – Japie (barman in Oase Bar) Annetje van Dijk – Leida (nichtje van Zus) Hugo Konings – Piet Bom (zingende buschauffeur) Paul van Soest – Henk van de Berg Trio Bert Nicodem – begeleidingsband Piet Bom                         | 12 oktober 1997   |  |
| Een jonge chauffeur komt bij de RET werken. In de avonduren zingt hij als rock 'n roll zanger in de Oase Bar. Hij verlooft zich met het nichtje van Zus en ze gaan naar Emmer-Compascuum. |                    |                                   | |                   |  |
| 7 | 63                 | Kaartjes voor het voetballen      | Koos van der Knaap – Karel van Dam Niek Pancras – de Vries (eigenaar sigarenmagazijn) Huib Rooymans – mijnheer Harmsen Fred Velle – Henk van de Berg                                                                                          | 19 oktober 1997   |  |
| Simon heeft kaartjes voor Feijenoord-Göteborg en vraagt Jaap om deze bij zich te houden. Jaap geeft de kaartjes aan mijnheer Harmsen. Omdat Jaap een extra avonddienst heeft gaat meneer Harmsen met Simon naar de wedstrijd. |                    |                                   | |                   |  |
| 8 | 64                 | De goochelaar                     | Paul van Soest – Henk van de Berg | 26 oktober 1997   |  |
| Simon kan goochelen. Jaap wil dat natuurlijk nu ook leren. Maar zelfs de simpelste trucs kan hij niet. |                    |                                   | |                   |  |
| 9 | 65                 | Water halen                       | Reinier Bulder – politieagent Koos van der Knaap – Karel van Dam Elisabeth Versluys – Lea van Vliet | 2 november 1997   |  |
| Jaap en Simon moeten met de DAF van de moeder van Nel duinwater halen in Hoek van Holland. Ze gaan echter naar Sparta-Feijenoord en halen het water uit de Schie. Tot overmaat van de ramp wordt de DAF ook nog gestolen. |                    |                                   | |                   |  |
| 10 | 66                 | Sjoelen                           | Koos van der Knaap – Karel van Dam Paul van Soest – Henk van de Berg Ton van der Velden – Kok van de Lande | 9 november 1997   |  |
| Degene die de sjoelwedstrijd bij de kegelclub verliest moet de kegelbanen schuren en lakken. Simon maakt een speciale sjoelbak zodat Jaap niet kan verliezen. Bijzonderheden: Eerste aflevering met Kok van de Lande als voorzitter van de Brulboeien. |                    |                                   | |                   |  |
| 11 | 67                 | Schaken                           | Walter Crommelin – Hopjes Sieto Hoving – pater Werenfriet Huib Rooymans – mijnheer Harmsen | 16 november 1997  |  |
| Jaap zegt tegen mijnheer Harmsen dat hij kan schaken. Hij nodigt Jaap uit voor een partijtje bij hem thuis. Simon leert Jaap nog snel even schaken. Nel en Zus zamelen kleding in voor de Oost Priester Hulp. |                    |                                   | |                   |  |
| 12 | 68                 | Kamperen                          | Guido Jonckers – politieagent in Kralingse Bos Huib Rooymans – mijnheer Harmsen Elisabeth Versluys – Lea van Vliet | 23 november 1997  |  |
| Jaap en Nel krijgen een tent van de moeder van Nel. Jaap vindt kamperen maar niets. Totdat hij hoort dat mijnheer Harmsen wel van kamperen houdt. Jaap, Simon en mijnheer Harmsen gaan een nachtje kamperen in het Kralingse Bos. Blijken er geen tentstokken bij de tent te zitten. |                    |                                   | |                   |  |
| 13 | 69                 | Dag Sinterklaasje                 | Fred Florusse – Henk van de Berg Koos van der Knaap – Karel van Dam Huib Rooymans – mijnheer Harmsen | 30 november 1997  |  |
| Jaap heeft geen geld voor een sinterklaascadeau. Dankzij Simon wint hij een ideeën wedstrijd van mijnheer Harmsen. Karel van Dam en Henk van de Berg spelen Sint en Piet bij de familie Kooiman en Stokvis. Bijzonderheden: Henk van de Berg wordt in deze aflevering gespeeld door Fred Florusse. |                    |                                   | |                   |  |
| 14 | 70                 | De baas komt eten                 | Manon Alving – moeder Harmsen Huib Rooymans – mijnheer Harmsen | 7 december 1997   |  |
| Mijnheer Harmsen klaagt over de slechte kaasfondue van Hopjes. Jaap nodigt mijnheer Harmsen en zijn moeder uit om bij hem kaasfondue te komen eten. Simon wil de kaasfondue niet klaarmaken omdat hij niet bij het eten mag zijn. Jaap moet dus zijn eigen kaasfondue maken. |                    |                                   | |                   |  |
| 15 | 71                 | De edele dichtkunst               | Walter Crommelin – Hopjes Jules Deelder – Jules Deelder René Retèl – Ad Duister (uitgever) Huib Rooymans – mijnheer Harmsen | 14 december 1997  |  |
| Simon introduceert de jonge Jules Deelder bij mijnheer Harmsen en is zelf ook aan het dichten geslagen. Mijnheer Harmsen nodigt hen samen met een uitgever uit bij hem thuis. Jaap wil ook een gedicht voordragen. Bijzonderheden: Jules Deelder speelt in deze aflevering zichzelf op 17-jarige leeftijd. |                    |                                   | |                   |  |
| 16 | 72                 | De herdertjes lagen bij nachte... | Manon Alving – moeder Harmsen Koos van der Knaap – Karel van Dam Arthur Pont – Nico van der Speld Huib Rooymans – mijnheer Harmsen Mike Ho Sam Sooi – Rafael Martinez Maeve van der Steen – Hennie de Greef Hans Zuijdveld – Joop de Greef    | 26 december 1997  |  |
| Nel en Zus organiseren een levende kerststal. Jaap vertelt aan mijnheer Harmsen dat Kerstmis tegenwoordig zo materialistisch is. Mijnheer Harmsen is het daar mee eens. De chauffeurs krijgen geen kerstgratificatie maar mogen iets komen uitzoeken op zijn rommelzolder. |                    |                                   | |                   |  |
| 17 | 73                 | De schat                          | Huib Rooymans – mijnheer Harmsen | 28 december 1997  |  |
| Mijnheer Harmsen viert oud en nieuw bij Jaap, Nel, Simon en Zus. Simon vindt een schatkaart in een boek van mijnheer Harmsen. Hij gaat de schat samen met Jaap opgraven. Alleen blijkt er voor miljarden aan waardeloze Reichsmarken in te zitten. |                    |                                   | |                   |  |
| 18 | 74                 | Dansles                           | Jos Brink – knappe man (partner van Sonja) Koos van der Knaap – Karel van Dam Bianca Krijgsman – Sonja van de Burg (danslerares) Bert Nicodem – pianist bij kegelclub Paul van Soest – Henk van de Berg Ton van der Velden – Kok van de Lande | 4 januari 1998    |  |
| De kegelclub organiseert een dansavond om de vrouwen meer bij de club te betrekken. De mannen moeten echter nog eerst op dansles. Simon is wel erg onder de indruk van de danslerares. Bijzonderheden: Eerste aflevering waarin Kok een noodslacht heeft. |                    |                                   | |                   |  |
| 19 | 75                 | De Metro                          | Walter Crommelin – Hopjes Koos van der Knaap – Karel van Dam Huib Rooymans – mijnheer Harmsen Paul van Soest – Henk van de Berg | 11 januari 1998   |  |
| Jaap organiseert een demonstratie bij de RET tegen de metro omdat de chauffeurs voor hun baan vrezen. Als Jaap naar mijnheer Harmsen gaat krijgt hij te horen dat hij is uitverkoren om de openingsrit van de metro te rijden en is hij plotseling vóór de metro. Alleen blijkt dat hij bang is in het donker en dus niet geschikt is.                                                                                 |                    |                                   | |                   |  |
| 20 | 76                 | Het cadeau                        | Koos van der Knaap – Karel van Dam Maeve van der Steen – Hennie de Greef Elisabeth Versluys – Lea van Vliet | 18 januari 1998   |  |
| Jaap heeft van iemand op de bus een tweedehands droogkap gekocht voor Nel haar verjaardag. Alleen begeeft deze het al als Jaap hem uitprobeert bij Karel van Dam. Jaap bedenkt een veel mooier cadeau voor Nel: openslaande deuren. Net als bij de Greef. |                    |                                   | |                   |  |
| 21 | 77                 | De keuring                        | Koos van der Knaap – Karel van Dam | 25 januari 1998   |  |
| Jaap heeft de volgende dag een keuring bij de RET en wil dus vroeg naar bed. Laat Simon die avond nou net weglopen bij Zus. Dus komt er van slapen niet veel terecht. De volgende ochtend blijkt dat de keuring niet doorgaat. |                    |                                   | |                   |  |
| 22 | 78                 | De grote schoonmaak               | Walter Crommelin – Hopjes Michiel Kerbosch – Mariano (schoorsteenveger) Koos van der Knaap – Karel van Dam Paul van Soest – Henk van de Berg Huib Rooymans – mijnheer Harmsen                                                                 | 1 februari 1998   |  |
| Nel en Zus zijn bezig met de schoonmaak. Mijnheer Harmsen kan geen schoorsteenveger vinden. Jaap ruikt zijn kans en gaat met Simon de schoorsteen vegen bij mijnheer Harmsen. |                    |                                   | |                   |  |

## Seizoen 6: 1963/64 (1998/1999)
| Aflevering (seizoen) | Aflevering (serie) | Titel            | Gastacteurs | Uitzenddatum      |  |
| --- | ------------------ | ---------------- | --- | ----------------- |  |
| 1 | 79                 | De verloren zoon | René Eljon – Piet Maasbach (evangelist) Paul de Leeuw – man die deur open doet als Jaap aanbelt Daan Schuurmans – Adri de Greef Paul van Soest – Henk van de Berg Maeve van der Steen – Hennie de Greef Coby Timp – hospita Henk van de Berg | 27 september 1998 |  |
| Adri komt na jaren weer thuis van de grote vaart. Piet Maasbach doopt de hospita van Henk van de Berg in de riool. Bijzonderheden: - Deze aflevering mocht na een schikking met de familie Maasbach nooit meer op tv uitgezonden worden. Wel staat hij als bonus op dvd-box 11 voorafgegaan door een mededeling. - Deze aflevering is genoemd naar de gelijknamige Bijbelse parabel. |                    |                  | |                   |  |
| 2 | 80                 | Verkiezingen     | Fred Florusse – Wouter van Dijk (secretaris CPN afd. Rotterdam) Koos van der Knaap – Karel van Dam Huib Rooymans – mijnheer Harmsen | 4 oktober 1998    |  |
| Karel van Dam stelt zich verkiesbaar voor de gemeenteraad. Mijnheer Harmsen is hier enthousiast over. Jaap wil zich nu ook verkiesbaar stellen. Jaap en Simon maken Karel van Dam zwart bij de secretaris van de CPN. |                    |                  | |                   |  |
| 3 | 81                 | Mens en sigaar   | George van Houts – Fred Kaps (oplichter "Fred van Doorne") Koos van der Knaap – Karel van Dam Nico van der Knaap – Rudi Koppenol | 11 oktober 1998   |  |
| Nel en Zus winnen 500 gulden met een fotowedstrijd. Nel wil er een televisie voor kopen. Jaap weet een betere investering: een splinternieuwe DAF. Simon is druk bezig met de voorbereidingen voor de opvoering van het Zwanenmeer in de riool. |                    |                  | |                   |  |
| 4 | 82                 | Cyrano           | Manon Alving – moeder Harmsen Walter Crommelin – Hopjes Koos van der Knaap – Karel van Dam Huib Rooymans – mijnheer Harmsen | 18 oktober 1998   |  |
| Nel, Zus en Simon zijn naar Cyrano de Bergerac geweest. Als Jaap hoort dat mijnheer Harmsen en zijn moeder enthousiast zijn over Cyrano wil hij dat stuk voor hen opvoeren. Natuurlijk wordt het een fiasco. Zelfs als hij de klimop speelt. |                    |                  | |                   |  |
| 5 | 83                 | Het portret      | Walter Crommelin – Hopjes Huib Rooymans – mijnheer Harmsen Daan Schuurmans – Adri de Greef Paul van Soest – Henk van de Berg | 25 oktober 1998   |  |
| Adri maakt een portret van Nel. Jaap wil nu natuurlijk een portret maken van mijnheer Harmsen. De riool komt met een eigen krant: De Bruine Rotterdammer. Het eerste interview heeft Simon met mijnheer Harmsen. Bijzonderheden: Eerste aflevering waarin De Bruine Rotterdammer (de "rioolkrant") voorkomt. |                    |                  | |                   |  |
| 6 | 84                 | De fotoroman     | Koos van der Knaap – Karel van Dam Paul van Soest – Henk van de Berg Ton van der Velden – Kok van de Lande Elisabeth Versluys – Lea van Vliet | 1 november 1998   |  |
| De kegelclub maakt een fotoroman. Nel, Zus en de moeder van Nel lopen de avondvierdaagse. |                    |                  | |                   |  |
| 7 | 85                 | Zuster Zus       | Guusje Westermann – moeder-overste | 8 november 1998   |  |
| Omdat Simon van de keuken een volière wil maken gaat Zus het klooster in. Jaap en Simon weten haar over te halen om weer terug te komen. |                    |                  | |                   |  |
| 8 | 86                 | Piaf             | Walter Crommelin – Hopjes Huib Rooymans – mijnheer Harmsen Elisabeth Versluys – Lea van Vliet | 15 november 1998  |  |
| Simon heeft kaartjes voor Édith Piaf. Hij belooft ze aan Nel, Zus en de moeder van Nel. Jaap hoort dat mijnheer Harmsen dol is op Édith Piaf. Om Jaap te helpen wil Simon met hem en mijnheer Harmsen naar het concert. Jaap heeft last van zijn verstandskies. |                    |                  | |                   |  |
| 9 | 87                 | Open het Dorp    | John Buijsman – Bill Kilima Koos van der Knaap – Karel van Dam Nico van der Knaap – Rudi Koppenol Paul van Soest – Henk van de Berg Ton van der Velden – Kok van de Lande Elisabeth Versluys – Lea van Vliet | 22 november 1998  |  |
| Iedereen kijkt naar Open het Dorp op tv. De Kilima Hawaiians treden op bij de kegelclub. |                    |                  | |                   |  |
| 10 | 88                 | Miss Riool       | Grieté van den Akker – Lena Scholten (oma van Huib Scholten) Alfred van den Heuvel – Willem Duys Anke Jansen – Katja van de Lande Koos van der Knaap – Karel van Dam Paul van Soest – Henk van de Berg Serge-Henri Valcke – Fredric Corsage (bloemschikker) Ton van der Velden – Kok van de Lande                                                                                   | 29 november 1998  |  |
| Simon organiseert de Miss Riool verkiezingen met Lena Scholten en "Simone" (hijzelf) als enige deelnemers. "Simone" wint. De vrouwen zijn helemaal in de ban van bloemschikken. "Simone" komt op tv bij Willem Duys. |                    |                  | |                   |  |
| 11 | 89                 | De ijskast       | Bert van den Dool – Bob Tukker (melkboer) | 6 december 1998   |  |
| Jaap denkt dat Nel vreemdgaat met de melkboer. Jaap, Nel, Simon en Zus vieren Sinterklaas. Nel krijgt een ijskast die ze zelf gespaard heeft van zegeltjes van de supermarkt. |                    |                  | |                   |  |
| 12 | 90                 | De duif          | geen | 13 december 1998  |  |
| Jaap denkt veel geld te kunnen verdienen met een duif die tegen zijn bus gevlogen is maar nog leeft. |                    |                  | |                   |  |
| 13 | 91                 | Skiën            | Huib Rooymans – mijnheer Harmsen | 20 december 1998  |  |
| Jaap schept op tegen meneer Harmsen dat hij goed kan skiën. Mijnheer Harmsen benoemt hem tot zijn privéchauffeur omdat Hopjes bij moeder moet blijven. Omdat Jaap niet kan skiën zet Simon zijn been in het gips. Simon wordt nu zijn chauffeur en gaat met mijnheer Harmsen en Zus op wintersport. |                    |                  | |                   |  |
| 14 | 92                 | Kunst            | Walter Crommelin – Hopjes Koos van der Knaap – Karel van Dam Huib Rooymans – mijnheer Harmsen Paul van Soest – Henk van de Berg Elisabeth Versluys – Lea van Vliet | 27 december 1998  |  |
| Nel, Zus en de moeder van Nel zijn helemaal in de ban van kunst. Jaap profileert zich ook als een kunstkenner bij mijnheer Harmsen. Hij heeft zelfs een origineel cadeau voor hem: De zonnebloemen van Van Gogh. |                    |                  | |                   |  |
| 15 | 93                 | Logeren          | Camilla Braaksma – Agnes van Vliet (zus van Nel) Michel van Dousselaere – Belgische grenswacht Hein van der Heijden – Eugène (neefje van mijnheer Harmsen) Huib Rooymans – mijnheer Harmsen | 4 januari 1999    |  |
| Mijnheer Harmsen weet geen raad met zijn neefje Eugène die bij hem logeert. Jaap biedt aan dat hij wel bij hem kan logeren. Ook Agnes (zus van Nel) logeert bij Jaap en Nel. Als Eugène en Agnes elkaar zien gaan ze direct naar Parijs. Als mijnheer Harmsen dat hoort is hij Jaap zo dankbaar dat hij hem de functie van groepschef aanbiedt. Als Eugène terugkomt gaat dat op het laatste moment niet door. Bijzonderheden: In deze aflevering lukt het Jaap om zijn pet op de kapstok te gooien. |                    |                  | |                   |  |
| 16 | 94                 | De motor         | Eizo Pirotti – Leonardo (scharensliep) Paul van Soest – Henk van de Berg Elisabeth Versluys – Lea van Vliet | 11 januari 1999   |  |
| Henk van de Berg heeft een nieuwe Puch gekocht. Jaap ruilt nu het zilveren bestek dat Nel geërfd heeft om voor een tweedehands motor. Hij beschuldigt de scharensliep van diefstal van het bestek. |                    |                  | |                   |  |
| 17 | 95                 | Kristal          | Walter Crommelin – Hopjes Huib Rooymans – mijnheer Harmsen Serge-Henri Valcke – Édouard (directeur Parijse metro) | 18 januari 1999   |  |
| Nel en Zus repareren oude overhemden om kristallen glazen te kunnen kopen. Jaap en Simon koken en serveren bij mijnheer Harmsen die de directeur van de Parijse metro op bezoek heeft. Jaap vernielt daarbij een paar kristallen glazen. |                    |                  | |                   |  |
| 18 | 96                 | Tour de Sud      | Koos van der Knaap – Karel van Dam Daan Schuurmans – Adri de Greef Ton van der Velden – Kok van de Lande | 25 januari 1999   |  |
| De Bruine Rotterdammer organiseert een wielerwedstrijd: de Tour de Sud. Jaap denkt dat hij kan winnen met een oude racefiets van Karel van Dam. Bijzonderheden: In deze aflevering figureren twee kinderen van Koos van der Knaap (Maartje en Rosa) als kinderen van Karel van Dam. Ze worden niet genoemd op de aftiteling. Hetzelfde geldt voor Monique Noordermeer die Greet van Dam speelt. |                    |                  | |                   |  |
| 19 | 97                 | Het modderbad    | Walter Crommelin – Hopjes Eugène Ligtvoet – politieagent Koos Postema – boze man Huib Rooymans – mijnheer Harmsen Paul van Soest – Henk van de Berg | 1 februari 1999   |  |
| Nel en Zus zijn in de ban van Lourdeswater. Als Jaap van mijnheer Harmsen hoort hoe goed een Hongaars modderbad vroeger was voor hem, organiseert Jaap samen met Simon een modderbad voor hem in de riool. |                    |                  | |                   |  |
| 20 | 98                 | Het affiche      | Nico van der Knaap – Rudi Koppenol Huib Rooymans – mijnheer Harmsen Paul van Soest – Henk van de Berg | 8 februari 1999   |  |
| Jaap en Nel willen een nieuwe wasmachine kopen in plaats van op vakantie naar Spanje gaan. Als Jaap een stierenvechtersaffiche ziet van Henk van de Berg wil hij ook op vakantie naar Spanje om zo'n affiche te laten maken voor mijnheer Harmsen. Nel kan fluiten naar haar wasmachine. |                    |                  | |                   |  |
| 21 | 99                 | Elvis            | Manon Alving – moeder Harmsen Walter Crommelin – Hopjes Huib Rooymans – mijnheer Harmsen | 15 februari 1999  |  |
| Jaap houdt niet van Elvis. Maar als hij hoort dat mijnheer Harmsen dol op Elvis is wil hij voor hem en zijn moeder optreden. Alleen kan Jaap niet zingen. |                    |                  | |                   |  |
| 22 | 100                | De baby          | Koos van der Knaap – Karel van Dam Daan Schuurmans – Adri de Greef | 22 februari 1999  |  |
| Simon vindt een baby in de riool. Omdat beide ouders overleden zijn mogen Simon en Zus het kind houden. Adri krijgt een brief uit Egypte van een meisje dat zwanger van hem zegt te zijn. |                    |                  | |                   |  |
| 23 | 101                | Wim Kan          | Anke Jansen – Katja van de Lande Koos van der Knaap – Karel van Dam Rob van de Meeberg – Wim Kan Wim van de Meeberg – pianist Monique Noordermeer – Greet van Dam Ans Schilders – Corry Vonk Daan Schuurmans – Adri de Greef Coby Timp – hospita Henk van de Berg Paul van Soest – Henk van de Berg Ton van der Velden – Kok van de Lande Lianne Zandstra – Sybille (vriendin Adri) | 4 april 1999      |  |
| Wim Kan geeft een try-out van zijn nieuwe theaterprogramma bij de kegelclub. Simon en Zus zijn lid geworden van de NVSH. |                    |                  | |                   |  |
| 24 | 102                | I.Q.             | Koos van der Knaap – Karel van Dam Coby Timp – hospita Henk van de Berg Paul van Soest – Henk van de Berg | 11 april 1999     |  |
| Nadat Simon een IQ-test heeft afgenomen bij de riool doet hij nu hetzelfde bij de RET. Jaap haalt de laagste score: hij heeft maar 3 gedachtes per minuut. De hospita van Henk van de Berg bepaalt de exacte geboortedatum van Japie. |                    |                  | |                   |  |
| 25 | 103                | De hoogtezon     | Paul van Soest – Henk van de Berg Elisabeth Versluys – Lea van Vliet | 18 april 1999     |  |
| Jaap en Simon willen Henk van de Berg wijsmaken dat je heel snel bruin kan worden onder de hoogtezon. Om Henk te overtuigen smeert Simon Jaap in met Marmite. Alleen is dat spul er moeilijk af te krijgen. |                    |                  | |                   |  |
| 26 | 104                | Lieve Lea        | Jan Ad Adolfsen – prins Bernhard Koos van der Knaap – Karel van Dam Paul van Soest – Henk van de Berg Elisabeth Versluys – Lea van Vliet | 25 april 1999     |  |
| Nel, Zus en de moeder van Nel beginnen een brievenrubriek in De Bruine Rotterdammer: Lieve Lea. Simon gaat voor een interview met prins Bernhard naar Perzië. Jaap wil een eigen RET-krant oprichten, die alweer ten onder gaat voor het eerste nummer is verschenen. |                    |                  | |                   |  |
| 27 | 105                | Koninginnedag    | Jan Ad Adolfsen – prins Bernhard Elisabeth Versluys – Lea van Vliet Hedy Wiegner – koningin Juliana | 2 mei 1999        |  |
| Koningin Juliana en prins Bernhard komen met Koninginnedag langs in de Oranjeboomstraat. Jaap gebruikt 30 gulden van de Oranjevereniging omdat hij weer eens een geweldige investering heeft: oranje ijsmutsen. Alleen blijken ze rood te zijn. |                    |                  | |                   |  |
| 28 | 106                | De kop van ma    | Koos van der Knaap – Karel van Dam Daan Schuurmans – Adri de Greef Paul van Soest – Henk van de Berg Ton van der Velden – Kok van de Lande Elisabeth Versluys – Lea van Vliet | 9 mei 1999        |  |
| De vader van Nel wordt 75. Adri heeft een beeld van ma gemaakt. Jaap moet hier ook 5 gulden aan betalen. Omdat hij het geld niet heeft organiseert hij met Simon een casino bij de kegelclub. |                    |                  | |                   |  |
| 29 | 107                | Fokke            | Bart Poulissen – Fokke (ex van Zus) | 16 mei 1999       |  |
| De ex van Zus (Fokke) komt naar Zus en Zus gaat met hem naar Emmer-Compascuum. Simon is voor een interview met Christine Keeler naar Londen. Gelukkig komt Zus weer terug en wordt het niets tussen Simon en Christine. |                    |                  | |                   |  |
| 30 | 108                | De snor          | Huib Rooymans – mijnheer Harmsen Nico Schaap – Lou Geels (bromsnor) Paul van Soest – Henk van de Berg Elisabeth Versluys – Lea van Vliet | 23 mei 1999       |  |
| Simon is naar de begrafenis van Édith Piaf. Als hij terugkomt heeft hij een snor. Omdat mijnheer Harmsen hier enthousiast over is wil Jaap ook een snor. Met een plaksnor van Simon moet dat toch lukken. |                    |                  | |                   |  |
| 31 | 109                | Korfbal          | Koos van der Knaap – Karel van Dam Paul van Soest – Henk van de Berg Ton van der Velden – Kok van de Lande Elisabeth Versluys – Lea van Vliet | 30 mei 1999       |  |
| De moeder van Nel vraagt Nel en Zus voor het veteranen korfbalteam. Als Henk van de Berg Jaap wijsmaakt dat er na afloop gemengd gedoucht wordt is hij in alle staten. |                    |                  | |                   |  |

## Seizoen 7: 1964/65 (2000)
| Aflevering (seizoen) | Aflevering (serie) | Titel                                   | Gastacteurs | Uitzenddatum     |  |
| --- | ------------------ | --------------------------------------- | --- | ---------------- |  |
| 1 | 110                | Pantomime                               | Walter Crommelin – Hopjes Nico van der Knaap – Rudi Koppenol Huib Rooymans – mijnheer Harmsen Elisabeth Versluys – Lea van Vliet | 3 januari 2000   |  |
| Jaap en Nel krijgen aardgas. Omdat het oude fornuis niet omgebouwd kan worden krijgen ze het fornuis van de moeder van Nel. Jaap schept tegen mijnheer Harmsen op dat hij veel verstand heeft van mime. |                    |                                         | |                  |  |
| 2 | 111                | Zo is het toevallig ook nog 's een keer | Koos van der Knaap – Karel van Dam Huib Rooymans – mijnheer Harmsen Paul van Soest – Henk van de Berg | 10 januari 2000  |  |
| Iedereen is in de ban van het tv-programma Zo is het toevallig ook nog 's een keer. Jaap denkt een goede beurt te maken bij mijnheer Harmsen door namens de RET een ingezonden brief naar De Bruine Rotterdammer te sturen waarin hij het programma helemaal afkraakt. |                    |                                         | |                  |  |
| 3 | 112                | De stropdas                             | Manon Alving – moeder Harmsen Walter Crommelin – Hopjes Huib Rooymans – mijnheer Harmsen | 17 januari 2000  |  |
| Nel en Zus worden samen met kleine Japie door de moeder van mijnheer Harmsen uitgenodigd. Toevallig treedt Jaap er op als de zakkenroller Borra. Van de truc met de stropdas brengt hij natuurlijk niets terecht. |                    |                                         | |                  |  |
| 4 | 113                | De strip                                | Koos van der Knaap – Karel van Dam Daan Schuurmans – Adri de Greef Paul van Soest – Henk van de Berg Ton van der Velden – Kok van de Lande                                                                                             | 24 januari 2000  |  |
| Nel en Zus gaan een weerrubriek schrijven voor de Bruine. Adri wil een strip maken over Jaap. Hij is natuurlijk apetrots. Als Jaap de eerste tekeningen ziet hoeft het van hem niet meer. Adri maakt nu een strip over het weer met Nel en Zus in de hoofdrol. |                    |                                         | |                  |  |
| 5 | 114                | Vrede                                   | Koos van der Knaap – Karel van Dam Huib Rooymans – mijnheer Harmsen Elisabeth Versluys – Lea van Vliet | 31 januari 2000  |  |
| Om indruk te maken op mijnheer Harmsen gaat Jaap met Simon naar Chroesjtsjov in Oost-Berlijn. Eenmaal bij de muur aangekomen durft Jaap niet meer. Simon verzint nu het hele artikel in de Bruine over Jaap zijn expeditie. Alleen schrijft hij niet dat Jaap maar hijzelf bij Chroesjtsjov is geweest.                                                                                       |                    |                                         | |                  |  |
| 6 | 115                | De auto                                 | Walter Crommelin – Hopjes Pieter Lutz – Hannes Korteland (handelaar) Huib Rooymans – mijnheer Harmsen Daan Schuurmans – Adri de Greef Maeve van der Steen – Hennie de Greef                                                            | 7 februari 2000  |  |
| Jaap en Simon kopen van Hannes Korteland samen een auto voor 25 gulden per persoon. Alleen blijkt er geen motor in te zitten. Simon verkoopt de auto door aan mijnheer Harmsen als origineel cadeau voor Hopjes. Joop en Hennie de Greef gaan verhuizen. Adri blijft in hun huis wonen. |                    |                                         | |                  |  |
| 7 | 116                | Reïncarnatie                            | Bert van den Dool – Bob Tukker Paul van Soest – Henk van de Berg Coby Timp – hospita Henk van de Berg Huib Rooymans – mijnheer Harmsen Elisabeth Versluys – Lea van Vliet                                                              | 14 februari 2000 |  |
| De hospita van Henk van de Berg blijkt een medium te zijn. Zij kan nagaan wat iemand in zijn vorige leven geweest is. Tijdens een seance bij Jaap en Nel thuis blijkt dat Jaap een varken is geweest. Mijnheer Harmsen blijkt Willem van Oranje te zijn geweest. |                    |                                         | |                  |  |
| 8 | 117                | De REM                                  | Edmond Classen – bankier Koos van der Knaap – Karel van Dam Paul van Soest – Henk van de Berg Ton van der Velden – Kok van de Lande | 21 februari 2000 |  |
| Zus denkt erover om te solliciteren als omroepster bij de REM. De kegelclub investeert in aandelen van de REM om wat geld te verdienen. Gelukkig verkoopt Simon de aandelen met winst voordat de REM ophoudt te bestaan. |                    |                                         | |                  |  |
| 9 | 118                | The Beatles                             | Manon Alving – moeder Harmsen Walter Crommelin – Hopjes Koos van der Knaap – Karel van Dam Huib Rooymans – mijnheer Harmsen Paul van Soest – Henk van de Berg Ton van der Velden – Kok van de Lande Elisabeth Versluys – Lea van Vliet | 28 februari 2000 |  |
| Simon, Karel en Henk treden bij de kegelclub op als The Beatles. Om indruk te maken bij mijnheer Harmsen doet Jaap ook mee hoewel hij meer van Jim Reeves houdt. |                    |                                         | |                  |  |
| 10 | 119                | De Duitse week                          | Walter Crommelin – Hopjes Koos van der Knaap – Karel van Dam Huib Rooymans – mijnheer Harmsen Elisabeth Versluys – Lea van Vliet | 6 maart 2000     |  |
| In het kader van de Duitse week is iedereen in de ban van de operette Die Lustige Witwe. Simon schrijft erover in De Bruine. Mijnheer Harmsen nodigt de toneelspelers na afloop bij hem thuis uit. Omdat Jaap zich anti-Duits heeft uitgelaten in De Bruine moet hij bij mijnheer Harmsen Frau Antje spelen. Bijzonderheden: Het Amsterdams Operette Gezelschap figureert in deze aflevering. |                    |                                         | |                  |  |
| 11 | 120                | De wasserette                           | Kees Coolen – ome Bert (ambtenaar bouw- en woningtoezicht, oom van Adri) Walter Crommelin – Hopjes Pieter Lutz – Hannes Korteland Huib Rooymans – mijnheer Harmsen Daan Schuurmans – Adri de Greef Elisabeth Versluys – Lea van Vliet  | 13 maart 2000    |  |
| Zus begint met het geld van een erfenis een wasserette. Nel gaat twee dagen in de week voor haar werken. Mijnheer Harmsen komt Jeu de Boulen bij Jaap voor de deur. Hij opent een paar weken later de wasserette van Zus. Bijzonderheden: Dit is de laatste aflevering met Daan Schuurmans als Adri de Greef.                                                                                 |                    |                                         | |                  |  |
| 12 | 121                | De Wringer                              | Walter Crommelin – Hopjes Lex Passchier – Adri de Greef | 20 maart 2000    |  |
| Kleine Japie viert zijn eerste verjaardag. Adri maakt van de oude Wringer van Nel een uithangbord voor de wasserette. De naam van de wasserette wordt 'De Wringer'. Hopjes onthult het uithangbord. Bijzonderheden: Dit is de eerste aflevering met Lex Passchier als Adri de Greef. Verder is hij sinds deze aflevering plotseling homoseksueel.                                             |                    |                                         | |                  |  |
| 13 | 122                | Transfer                                | Koos van der Knaap – Karel van Dam Paul van Soest – Henk van de Berg Ton van der Velden – Kok van de Lande | 27 maart 2000    |  |
| Kegelclub Vlaardingen Vooruit wil graag Karel van Dam kopen. Simon probeert hieruit een slaatje uit te slaan. Als Karel uiteindelijk niet wil blijkt dat ze Henk van de Berg wilden hebben. |                    |                                         | |                  |  |
| 14 | 123                | 1 april                                 | Lex Passchier – Adri de Greef Paul van Soest – Henk van de Berg | 3 april 2000     |  |
| Simon haalt een eenaprilgrap uit met Jaap en komt met een themanummer van De Bruine over 1 april. Nel en Zus schilderen samen met Adri paaseieren die ze weggeven aan klanten van de wasserette. |                    |                                         | |                  |  |
| 15 | 124                | De spijkerbroek                         | Jan Ad Adolfsen – prins Bernhard Huib Rooymans – mijnheer Harmsen | 10 april 2000    |  |
| Mijnheer Harmsen komt met een veel te grote spijkerbroek in de wasserette. Simon en Zus krijgen kaartjes voor de voetbalinterland Nederland-Engeland en zitten naast prins Bernhard. |                    |                                         | |                  |  |
| 16 | 125                | Maansverduistering                      | Manon Alving – moeder Harmsen Walter Crommelin – Hopjes Huib Rooymans – mijnheer Harmsen Luc Theeboom – maanmannetje | 17 april 2000    |  |
| Terwijl Nel, Zus en Simon bij mijnheer Harmsen naar de maansverduistering kijken, komt Jaap het maanmannetje tegen. |                    |                                         | |                  |  |

De aflevering De tijdmachine (2000) is niet in deze lijst opgenomen omdat het geen echte aflevering is, maar een KRO jubileum special.

## Seizoen 8: 1965/66 (2001)
| Aflevering (seizoen) | Aflevering (serie) | Titel            | Gastacteurs | Uitzenddatum     |  |
| --- | ------------------ | ---------------- | --- | ---------------- |  |
| 1 | 126                | De bontjas       | Jan Ad Adolfsen – prins Bernhard Paul van Soest – Henk van de Berg Maeve van der Steen – Hennie de Greef Felix Troch – Charles Aznavour | 1 januari 2001   |  |
| Nel hangt een anti-bontposter op in de wasserette. Charles Aznavour neemt in het riool een plaatje op voor het anti-bontcomité. Omdat Jaap vergeten is om de microfoon open te zetten staat er alleen maar ruis op. |                    |                  | |                  |  |
| 2 | 127                | Provo            | Mark van der Laan – Rob Stolk (Amsterdamse Provo) Elisabeth Versluys – Lea van Vliet | 7 januari 2001   |  |
| Simon heeft een interview met provoleider Rob Stolk. Er zijn verkiezingen voor de Rijnmondraad. Nel stelt zich verkiesbaar voor Provo. |                    |                  | |                  |  |
| 3 | 128                | Sex?             | Walter Crommelin – Hopjes Koos van der Knaap – Karel van Dam Huib Rooymans – mijnheer Harmsen Elisabeth Versluys – Lea van Vliet | 14 januari 2001  |  |
| Nel, Zus en Simon gaan naar een seksfilm. Karel van Dam en zelfs mijnheer Harmsen blijken naturisten te zijn. |                    |                  | |                  |  |
| 4 | 129                | Voedoecompascuum | Koos van der Knaap – Karel van Dam Nico Schaap – mijnheer Bouwes (huisbaas van moeder van Nel) Paul van Soest – Henk van de Berg Elisabeth Versluys – Lea van Vliet | 21 januari 2001  |  |
| Jaap denkt snel rijk te worden door een kettingbrief. Nel en Zus passen voedoecompascuum toe om de huisbaas van de moeder van Nel er toe te brengen de dakgoot te repareren. |                    |                  | |                  |  |
| 5 | 130                | Brünhilde        | Ronald Armbrust – Helmut Tanja Jess – Brünhilde Koos van der Knaap – Karel van Dam Paul van Soest – Henk van de Berg Ton van der Velden – Kok van de Lande | 28 januari 2001  |  |
| Simon heeft de geheime foto van prinses Beatrix en haar verloofde. De Oost-Berlijnse Brünhilde komt bij de riool stage lopen. |                    |                  | |                  |  |
| 6 | 131                | De groepschef    | Hein van der Heijden – Osman Yilmaz Huib Rooymans – mijnheer Harmsen Elisabeth Versluys – Lea van Vliet | 4 februari 2001  |  |
| Er is een vacature voor groepschef. Jaap probeert met een James Bondpak indruk te maken bij mijnheer Harmsen. Bij de Wringer komt een Turk werken. Hij wordt later de nieuwe groepschef bij de RET. |                    |                  | |                  |  |
| 7 | 132                | De jukebox       | Rients Gratama – Nico van der Speld Koos van der Knaap – Karel van Dam Nico van der Knaap – Rudi Koppenol Aat Nederlof – Joost Lex Passchier – Adri de Greef Paul van Soest – Henk van de Berg Georgina Verbaan – vriendin van Adri                                                   | 11 februari 2001 |  |
| In de Wringer worden kaartjes verkocht voor een jukebox in een sociale werkplaats. Jaap vindt het maar niets. |                    |                  | |                  |  |
| 8 | 133                | Hare Krisjna     | Davey-Jay Geernaert – Japie Stokvis Rients Gratama – Nico van der Speld Koos van der Knaap – Karel van Dam Shanti Mohanpersad – Swami Parphupada Paul van Soest – Henk van de Berg Maeve van der Steen – Hennie de Greef                                                              | 18 februari 2001 |  |
| Swami Parphupada is in Rotterdam en heeft geen geld om terug te gaan naar New York. Nel, Zus, Simon en Jaaps collega's zamelen met hem geld in voor de terugreis. Bijzonderheden: Eerste aflevering waarbij Japie Stokvis te zien is. |                    |                  | |                  |  |
| 9 | 134                | Mary Quant       | Koos van der Knaap – Karel van Dam Monique Noordermeer – Greet van Dam Huib Rooymans – mijnheer Harmsen Paul van Soest – Henk van de Berg Coby Timp – hospita Henk van de Berg Ton van der Velden – Kok van de Lande Elisabeth Versluys – Lea van Vliet Robijn Wendelaar – Mary Quant | 25 februari 2001 |  |
| Simon heeft een interview met modeontwerpster Mary Quant. Zij organiseert een modeshow op de kegelclub. |                    |                  | |                  |  |
| 10 | 135                | De vakbond       | Fred Florusse – Herman Bode (vakbondsman) Koos van der Knaap – Karel van Dam Huib Rooymans – mijnheer Harmsen Paul van Soest – Henk van de Berg Guusje Westermann – boze klant in wasserette                                                                                          | 4 maart 2001     |  |
| Jaap zegt zijn lidmaatschap van de vakbond op omdat hij denkt dat er een akkoord is waar hij het niet mee eens is. Nel wordt juist lid omdat ze zich door Zus niet goed behandeld vindt. |                    |                  | |                  |  |
| 11 | 136                | Het huwelijk     | Koos van der Knaap – Karel van Dam Huib Rooymans – mijnheer Harmsen Paul van Soest – Henk van de Berg Maeve van der Steen – Hennie de Greef Ton van der Velden – Kok van de Lande Elisabeth Versluys – Lea van Vliet                                                                  | 11 maart 2001    |  |
| Jaap gooit een rookbom bij het huwelijk van Beatrix en Claus. |                    |                  | |                  |  |
| 12 | 137                | Veilig verkeer   | Howard van Dodemont – garagehouder Poot Koos van der Knaap – Karel van Dam Paul van Soest – Henk van de Berg Ton van der Velden – Kok van de Lande | 18 maart 2001    |  |
| De chauffeurs van de RET moeten opnieuw theorie-examen doen. Zus heeft een auto gekocht en neemt rijlessen. |                    |                  | |                  |  |
| 13 | 138                | De bril          | Davey-Jay Geernaert – Japie Stokvis Koos van der Knaap – Karel van Dam Leonid Vlasov – Shota Arveladze (oude Rus) | 25 maart 2001    |  |
| Jaap moet aan de leesbril. Hij doet 'gezellig' omdat hij denkt dat hij dan ouder wordt. Simon komt terug uit de Kaukasus van een interview voor de Bruine. |                    |                  | |                  |  |
| 14 | 139                | Grieks           | Walter Crommelin – Hopjes Khaldoun Elmecky – Nicos Papadopoulos Huib Rooymans – mijnheer Harmsen | 1 april 2001     |  |
| Jaap en Simon filosoferen op z'n grieks bij mijnheer Harmsen. Nel en Zus dansen de sirtaki. |                    |                  | |                  |  |
| 15 | 140                | Het dictee       | Lex Passchier – Adri de Greef Huib Rooymans – mijnheer Harmsen Paul van Soest – Henk van de Berg | 8 april 2001     |  |
| Henk van de Berg wordt groepschef, maar niet voor lang. Simon organiseert een dictee voor Jaap, Henk en mijnheer Harmsen. |                    |                  | |                  |  |
| 16 | 141                | Beleggen         | Paul van Soest – Henk van de Berg Paul van Soest – meubelhandelaar Sjoerd Pleijsier – Louis Smits van Waasberge | 15 april 2001    |  |
| De tweelingbroer van Simon komt om een erfenis te overhandigen. Jaap investeert het geld op een 'verstandige' manier. Bijzonderheden: - In deze aflevering lukt het Jaap om zijn pet op de kapstok te gooien. - Sjoerd Pleijsier speelt in deze aflevering een dubbelrol. Naast Simon speelt hij ook Simons broer. Ook Paul van Soest speelt twee rollen. |                    |                  | |                  |  |
| 17 | 142                | Lenie            | Rients Gratama – Nico van der Speld Elisabeth Versluys – Lea van Vliet | 22 april 2001    |  |
| Jaap, Nel, Simon en Zus zouden op vakantie gaan naar Mallorca. Alleen is Jaap vergeten om de tickets te kopen. Ze gaan nu met de caravan naar Terschelling. |                    |                  | |                  |  |
| 18 | 143                | Kunst            | Chip Bray – James Snakeberry (kunstenaar) Davey-Jay Geernaert – Japie Stokvis Huib Rooymans – mijnheer Harmsen | 29 april 2001    |  |
| Jaap heeft een origineel cadeau voor de jarige mijnheer Harmsen: een bus gemaakt van lucifers. Nel, Zus, Simon en mijnheer Harmsen zijn bij de opening van een tentoonstelling van de kunstenaar James Snakeberry in Boijmans. Bijzonderheden: De titel van deze aflevering werd al een keer eerder gebruikt.                                             |                    |                  | |                  |  |
| 19 | 144                | Bevrijdingsdag   | Jan Ad Adolfsen – prins Bernhard Koos van der Knaap – Karel van Dam Huib Rooymans – mijnheer Harmsen Paul van Soest – Henk van de Berg | 6 mei 2001       |  |
| Mijnheer Harmsen, Henk van de Berg en Karel van Dam voeren een wagenspel op tijdens bevrijdingsdag. Prins Bernhard komt ook. |                    |                  | |                  |  |
| 20 | 145                | 'n gezonde geest | Monique Commers – Greet van Dam Walter Crommelin – Hopjes Davey-Jay Geernaert – Japie Stokvis Koos van der Knaap – Karel van Dam Huib Rooymans – mijnheer Harmsen Paul van Soest – Henk van de Berg                                                                                   | 13 mei 2001      |  |
| Mijnheer Harmsen organiseert bij hem thuis een wedstrijd armpje drukken in Griekse stijl. Hoofdprijs is de gouden drol. |                    |                  | |                  |  |
| 21 | 146                | De plonspot      | Walter Crommelin – Hopjes Nico van der Knaap – Rudi Koppenol Huib Rooymans – mijnheer Harmsen | 20 mei 2001      |  |
| In de wasserette komt een WC van het type plonspot. Simon komt met een nieuwe rubriek in De Bruine: De prominent en zijn WC. De eerste prominent is mijnheer Harmsen. |                    |                  | |                  |  |
| 22 | 147                | King of the road | Davey-Jay Geernaert – Japie Stokvis Alfred van den Heuvel – kapitein Horatio Hornblower Huib Rooymans – mijnheer Harmsen | 27 mei 2001      |  |
| Als Jaap hoort dat mijnheer Harmsen een Nederlandse versie van King of the road wil, biedt hij aan om die te maken. Natuurlijk moet Simon het weer opknappen. Zus is helemaal ondersteboven van een Engelse kapitein die zijn was brengt in de wasserette.                                                                                                |                    |                  | |                  |  |

## Seizoen 9: 1967 (2002)
| Aflevering (seizoen) | Aflevering (serie) | Titel                 | Gastacteurs | Uitzenddatum     |  |
| --- | ------------------ | --------------------- | --- | ---------------- |  |
| 1 | 148                | Mist                  | Walter Crommelin – Hopjes Huib Rooymans – mijnheer Harmsen Paul van Soest – Henk van de Berg Annemieke Verdoorn – Saskia (dienstmeisje mijnheer Harmsen)                                                             | 6 januari 2002   |  |
| Jaap, Nel, Zus en mijnheer Harmsen gaan naar Ajax-Liverpool. Simon blijft bij Saskia in het huis van mijnheer Harmsen. Maar dan komen Jaap, Nel, Zus en mijnheer Harmsen eerder terug omdat het te mistig is in het stadion. |                    |                       | |                  |  |
| 2 | 149                | LSD                   | Lex Passchier – Adri de Greef | 13 januari 2002  |  |
| Simon heeft een interview met Simon Vinkenoog en hoort op deze manier over LSD. Hij haalt Jaap over om het ook een keer te proberen. Adri maakt jurken van papier voor Nel en Zus. |                    |                       | |                  |  |
| 3 | 150                | Poëzie op Zuid        | Koos van der Knaap – Karel van Dam Huib Rooymans – mijnheer Harmsen Ton van der Velden – Kok van de Lande | 20 januari 2002  |  |
| Simon organiseert een poëzieavond bij de kegelclub met een optreden van Simon Vinkenoog en Johnny the Selfkicker. Door een misverstand kunnen ze niet komen en dragen Simon, Zus en mijnheer Harmsen gedichten voor. |                    |                       | |                  |  |
| 4 | 151                | Avondkleding          | Jan Ad Adolfsen – prins Bernhard Walter Crommelin – Hopjes Raymi Sambo – Walter Kras (stagiair RET uit Curaçao) Huib Rooymans – mijnheer Harmsen Elisabeth Versluys – Lea van Vliet                                  | 27 januari 2002  |  |
| Jaap maakt een vogelverschrikker voor mijnheer Harmsen. Een neger uit Curaçao komt stage lopen bij de RET. Nel, Simon, Zus, de moeder van Nel en mijnheer Harmsen gaan naar de opening van De Doelen. |                    |                       | |                  |  |
| 5 | 152                | Pruikentijd           | Hein van Beem – Mario (thuiskapper) Walter Crommelin – Hopjes Koos van der Knaap – Karel van Dam Huib Rooymans – mijnheer Harmsen Paul van Soest – Henk van de Berg Ton van der Velden – Kok van de Lande            | 3 februari 2002  |  |
| Bij de kegelclub wordt een toneelstuk over de Franse revolutie gespeeld. Mijnheer Harmsen is Lodewijk XIV. Henk van de Berg heeft een pruik maar niet voor lang. |                    |                       | |                  |  |
| 6 | 153                | De Griekse beginselen | Edo Brunner – Bas Walter Crommelin – Hopjes Hein van der Heijden – Gerard Reve Lex Passchier – Adri de Greef Huib Rooymans – mijnheer Harmsen                                                                        | 10 februari 2002 |  |
| Adri komt zijn nieuwe verkering voorstellen. Het is geen meisje maar een jongen. Simon heeft bij mijnheer Harmsen een interview met Gerard Reve. Bijzonderheden: Eerste aflevering met Bas. |                    |                       | |                  |  |
| 7 | 154                | De Boerenpartij       | Kitty Courbois – mevrouw Koekoek René Eljon – postbode Bert Geurkink – Hendrik Koekoek Freddy Golden – Freddy Golden (bespeler steelgitaar) Koos van der Knaap – Karel van Dam Ton van der Velden – Kok van de Lande | 17 februari 2002 |  |
| Simon heeft een interview met boer Koekoek. De Boerenpartij volgt de gemeenteraadsverkiezingen vanuit de kegelclub. |                    |                       | |                  |  |
| 8 | 155                | De zondvloed          | Sylvia de Leur – mevrouw de Leur Paul van Soest – Henk van de Berg | 24 februari 2002 |  |
| Jaap heeft van "professor Schouten" op de bus gehoord dat de zondvloed er binnenkort aankomt en koopt een boot. Simon speelt het spel mee om een artikel voor de Bruine te kunnen schrijven. Hij zet Jaap uit op de Kralingse Plas. |                    |                       | |                  |  |
| 9 | 156                | Beat & Misdaad        | Monique Commers – Greet van Dam Davey-Jay Geernaert – Japie Stokvis Koos van der Knaap – Karel van Dam Paul van Soest – Henk van de Berg Ton van der Velden – Kok van de Lande                                       | 3 maart 2002     |  |
| Jaap leest in de Telegraaf dat beatmuziek leidt tot criminaliteit. Japie krijgt voor zijn verjaardag een elektrische gitaar en treedt bij de kegelclub op als The Who. Bijzonderheden: - In deze aflevering lukt het Jaap om zijn pet op de kapstok te gooien. - In deze aflevering figureren twee kinderen van Koos van der Knaap als kinderen van Karel van Dam. Op de aftiteling staan ze vermeld onder figuranten. |                    |                       | |                  |  |
| 10 | 157                | De gijzeling          | Elisabeth Versluys – Lea van Vliet | 10 maart 2002    |  |
| Jaap krijgt van Nel geen geld om een nieuwe kegelbal te kopen. Hij probeert aan geld te komen door zijn eigen ontvoering in scène te zetten. |                    |                       | |                  |  |
| 11 | 158                | De oorkonde           | Edo Brunner – Bas Monique Commers – Greet van Dam Koos van der Knaap – Karel van Dam Lex Passchier – Adri de Greef Huib Rooymans – mijnheer Harmsen Paul van Soest – Henk van de Berg                                | 17 maart 2002    |  |
| Karel van Dam en Henk van de Berg zijn 20 jaar bij de RET. Mijnheer Harmsen wil hen een modern oorkonde geven. Jaap denkt dat hij dat kan ontwerpen. Nel en Zus volgen een schilderscursus bij Adri en maken twee moderne oorkondes. Bijzonderheden: In deze aflevering figureren twee kinderen van Koos van der Knaap als kinderen van Karel van Dam. Op de aftiteling staan ze vermeld onder figuranten.             |                    |                       | |                  |  |
| 12 | 159                | T.V.                  | Koos van der Knaap – Karel van Dam Paul van Soest – Henk van de Berg Ton van der Velden – Kok van de Lande Elisabeth Versluys – Lea van Vliet                                                                        | 24 maart 2002    |  |
| Simon en Zus kopen een nieuwe tv-toestel. Nel koopt de oude. Ook op de kegelclub komt een nieuwe tv die door de Bruine betaald wordt. Jaap koopt, om Nel te verrassen, de oude tv van de kegelclub. |                    |                       | |                  |  |
| 13 | 160                | Ik Jan Cremer         | Davey-Jay Geernaert – Japie Stokvis Koos van der Knaap – Karel van Dam Paul van Soest – Henk van de Berg Stefan Stasse – Jan Cremer Ton van der Velden – Kok van de Lande Elisabeth Versluys – Lea van Vliet         | 31 maart 2002    |  |
| Zus wordt 40. Jan Cremer leest voor uit Ik Jan Cremer op de kegelclub. Daarna vertrekt hij met Zus naar Emmer-Compascuum. Zus gaat definitief weg bij Simon. Bijzonderheden: - Laatste aflevering met Zus. - Deze aflevering is genoemd naar het gelijknamige boek van Jan Cremer. |                    |                       | |                  |  |

## Seizoen 10: 1968 (2003)
| Aflevering (seizoen) | Aflevering (serie) | Titel                    | Gastacteurs | Uitzenddatum     |  |
| --- | ------------------ | ------------------------ | --- | ---------------- |  |
| 1 | 161                | De advertentie           | Nienke Brinkhuis – Lotus Marcel Jonker – Bas Koos van der Knaap – Karel van Dam Lex Passchier – Adri de Greef Nienke Sikkema – vrouw die reageert op contactadvertentie Paul van Soest – Henk van de Berg Ton van der Velden – Kok van de Lande | 5 januari 2003   |  |
| Jaap plaatst een contactadvertentie voor Simon in de Bruine. Hierop reageert één vrouw. Simon komt bij de love-in in de RAI Lotus tegen. Bas gaat bij Nel in de wasserette werken. Bijzonderheden: - Eerste aflevering met Marcel Jonker als Bas                                                       |                    |                          | |                  |  |
| 2 | 162                | Alleen op de wereld      | Davey-Jay Geernaert – Japie Stokvis Hans Kemeling – barman Koos van der Knaap – Karel van Dam Marjolein Meijers – vrouw in café Elisabeth Versluys – Lea van Vliet                                                                              | 12 januari 2003  |  |
| Jaap voelt zich door iedereen in de steek gelaten. Simon is met Wina Born naar Frankrijk. |                    |                          | |                  |  |
| 3 | 163                | Er is er 1 jarig         | Koos van der Knaap – Karel van Dam Paul van Soest – Henk van de Berg Huib Rooymans – mijnheer Harmsen Elisabeth Versluys – Lea van Vliet | 19 januari 2003  |  |
| Jaap heeft niet in de gaten dat hij jarig is. Hij denkt zelfs dat mijnheer Harmsen zijn verjaardag verschoven heeft. |                    |                          | |                  |  |
| 4 | 164                | Samenwonen               | Marcel Jonker – Bas Koos van der Knaap – Karel van Dam Louis Kockelmann – Bob Tukker (melkboer) Lex Passchier – Adri de Greef Paul van Soest – Henk van de Berg Huib Rooymans – mijnheer Harmsen Ton van der Velden – Kok van de Lande          | 26 januari 2003  |  |
| Bas trekt bij Adri in. Simon tatoeëert de naam van mijnheer Harmsen op Jaap zijn arm. Jaap wil in een speech op de housewarmingparty eens zeggen hoe hij over samenwonende mannen denkt. Maar dan blijkt mijnheer Harmsen een van de gasten te zijn.                                                   |                    |                          | |                  |  |
| 5 | 165                | Guinness book of records | Davey-Jay Geernaert – Japie Stokvis (alleen stem) Marcel Jonker – Bas Koos van der Knaap – Karel van Dam Elisabeth Versluys – Lea van Vliet | 2 februari 2003  |  |
| Jaap probeert door 24 uur niets te zeggen in het Guinness book of records te komen. Simon doet in de wasserette een wasmiddelentest voor de Bruine. |                    |                          | |                  |  |
| 6 | 166                | Chromosomen              | Walter Crommelin – Hopjes Marcel Jonker – Bas Huib Rooymans – mijnheer Harmsen | 9 februari 2003  |  |
| Jaap leest in de krant dat misdaad erfelijk is en vindt dat het hard aangepakt moet worden. Simon interviewt Hopjes die in het kolenhok is opgesloten omdat hij een theepot heeft laten vallen. Jaap pakt de dief die WC-rollen steelt uit de WC van de wasserette.                                    |                    |                          | |                  |  |
| 7 | 167                | Heintje                  | Davey-Jay Geernaert – Japie Stokvis Tygo Gernandt – Mick Jagger Koos van der Knaap – Karel van Dam | 16 februari 2003 |  |
| Jaap vindt dat de Nederlandse pers meer aandacht moet besteden aan artiesten van eigen bodem zoals Heintje. Simon interviewt Mick Jagger en schrijft samen met hem Sympathy for the devil. Als Heintje ook Duits blijkt te zingen is Jaaps bewondering voor hem ook over.                              |                    |                          | |                  |  |
| 8 | 168                | Paco                     | Khaldoun Elmecky – Paco Dos Santos de Carrigillo Koos van der Knaap – Karel van Dam Huib Rooymans – mijnheer Harmsen | 23 februari 2003 |  |
| Er komt een Spaanse gastarbeider werken bij de RET. Bijzonderheden: Eerste aflevering met Paco |                    |                          | |                  |  |
| 9 | 169                | Roteb                    | Khaldoun Elmecky – Paco Davey-Jay Geernaert – Japie Stokvis (alleen stem) Koos van der Knaap – Karel van Dam Huib Rooymans – mijnheer Harmsen Ton van der Velden – Kok van de Lande                                                             | 2 maart 2003     |  |
| Jaap solliciteert naar de functie van adjunct-directeur van de Roteb. Hij organiseert alvast een receptie bij de kegelclub. Op het laatste moment gaat de functie aan zijn neus voorbij. Bijzonderheden: Deze aflevering is genoemd naar de gelijknamige gemeentelijke reinigingsdienst van Rotterdam. |                    |                          | |                  |  |
| 10 | 170                | Veronica                 | Khaldoun Elmecky – Paco Koos van der Knaap – Karel van Dam Elisabeth Versluys – Lea van Vliet | 9 maart 2003     |  |
| Jaap koopt een schaap (Veronica) omdat hij denkt dat hij daar veel geld mee kan verdienen. De moeder van Nel koopt een breimachine. |                    |                          | |                  |  |
| 11 | 171                | Boekenweek               | Khaldoun Elmecky – Paco Davey-Jay Geernaert – Japie Stokvis (alleen stem) Marcel Jonker – Bas Koos van der Knaap – Karel van Dam Huib Rooymans – mijnheer Harmsen Ton van der Velden – Kok van de Lande                                         | 16 maart 2003    |  |
| Om in de Bruine te komen koopt Jaap zijn lievelingsboek. Als mijnheer Harmsen het verhaal in de Bruine leest wil hij dat boek ook hebben. Alleen mag het niet van moeder. |                    |                          | |                  |  |
| 12 | 172                | De begrafenis            | Rients Gratama – Nico van der Speld Louis Kockelmann – Bob Tukker Elisabeth Versluys – Lea van Vliet | 23 maart 2003    |  |
| Omdat Bep Rodenburg (collega Simon) niet verzekerd is moet Simon hem zelf begraven. Hij wil onder de middenstip van Zwart-wit '28 begraven worden. Alleen komt Nico even later om te zeggen dat dat niet mag.                                                                                          |                    |                          | |                  |  |
| 13 | 173                | De butler                | Walter Crommelin – Hopjes Davey-Jay Geernaert – Japie Stokvis Koos van der Knaap – Karel van Dam Lex Passchier – Adri de Greef Huib Rooymans – mijnheer Harmsen                                                                                 | 30 maart 2003    |  |
| Hopjes neemt ontslag en wordt butler van Simon. Bas is weggelopen bij Adri. Hopjes gaat nu ook in de wasserette werken. Uiteindelijk gaat Hopjes weer naar mijnheer Harmsen en komt Bas terug bij Adri.                                                                                                |                    |                          | |                  |  |

## Seizoen 11: 1969 (2004)
| Aflevering (seizoen) | Aflevering (serie) | Titel                | Gastacteurs | Uitzenddatum     |  |
| --- | ------------------ | -------------------- | --- | ---------------- |  |
| 1 | 174                | Nieuwjaarsreceptie   | Davey-Jay Geernaert – Japie Stokvis (alleen stem) Marcel Jonker – Bas Koos van der Knaap – Karel van Dam Lex Passchier – Adri de Greef Paul van Soest – Henk van de Berg Wil Vaassen-de Ruiter – Thea Voormeulen (alleen stem, vrouw van collega Simon)                                  | 4 januari 2004   |  |
| Als Jaap hoort dat de Roteb een nieuwjaarsreceptie houdt wil hij er ook één organiseren bij de RET. Laat mijnheer Harmsen nu net met wintersport zijn. |                    |                      | |                  |  |
| 2 | 175                | Kleur                | Walter Crommelin – Hopjes Khaldoun Elmecky – kapitein Harmsen (op tv bij mijnheer Harmsen) Marcel Jonker – Bas Koos van der Knaap – Karel van Dam Lex Passchier – Adri de Greef Huib Rooymans – mijnheer Harmsen Paul van Soest – Henk van de Berg Ton van der Velden – Kok van de Lande | 11 januari 2004  |  |
| Om indruk te maken op mijnheer Harmsen koopt Jaap een kleuren-tv voor hem. Het geld leent hij bij de bank. Als mijnheer Harmsen merkt dat de meeste programma's nog in zwart-wit uitgezonden worden hoeft hij hem niet. De kegelclub neemt de tv over en Jaap hoeft tot 1999 geen contributie meer te betalen.      |                    |                      | |                  |  |
| 3 | 176                | JK '69               | Davey-Jay Geernaert – Japie Stokvis (alleen stem) Koos van der Knaap – Karel van Dam Paul van Soest – Henk van de Berg Ton van der Velden – Kok van de Lande | 18 januari 2004  |  |
| De kegelclub organiseert een politiek café. Spreker is Jaap Kooiman: oprichter van JK '69. |                    |                      | |                  |  |
| 4 | 177                | Josine               | Daphne Bunskoek – Josine van Dalsum Davey-Jay Geernaert – Japie Stokvis Marcel Jonker – Bas Lex Passchier – Adri de Greef Huib Rooymans – mijnheer Harmsen | 25 januari 2004  |  |
| Simon voert samen met Josine van Dalsum een modern toneelstuk op bij de kegelclub. Adri gaat van de kunstacademie omdat hij de nieuwe directeur niet progressief genoeg vindt. |                    |                      | |                  |  |
| 5 | 178                | Carnaval             | Davey-Jay Geernaert – Japie Stokvis (alleen stem) Anousha Nzume – Suzy Römer (vriendin Simon) Huib Rooymans – mijnheer Harmsen Elisabeth Versluys – Lea van Vliet | 1 februari 2004  |  |
| Simon organiseert carnaval in de riool. Met hulp van zijn nieuwe Antilliaanse vriendin wordt het swingender. Jaap wordt de prins. |                    |                      | |                  |  |
| 6 | 179                | De vuilniszak        | Walter Crommelin – Hopjes Khaldoun Elmecky – Paco Davey-Jay Geernaert – Japie Stokvis Mylène Gordinou de Gouberville – Carmen (nichtje van Paco) Rients Gratama – Nico van der Speld Marcel Jonker – Bas Lex Passchier – Adri de Greef                                                   | 8 februari 2004  |  |
| Paco organiseert een demonstratie tegen het bewind van Franco. Jaap en Hopjes protesteren tegen de vuilniszak. |                    |                      | |                  |  |
| 7 | 180                | Bed-In               | Hans Boskamp – Hans Boskamp (topman EMI) Walter Crommelin – Hopjes Khaldoun Elmecky – Paco Davey-Jay Geernaert – Japie Stokvis (alleen stem) Marcel Jonker – Bas Koos van der Knaap – Karel van Dam Paul van Soest – Henk van de Berg                                                    | 15 februari 2004 |  |
| Jaap en Simon gaan naar het Hilton hotel in Amsterdam om John Lennon en Yoko Ono te interviewen tijdens hun Bed-In. Jaap stelt de vragen. Mijnheer Harmsen is helemaal niet blij met het optreden van Jaap dat ook op tv te zien is.                                                                                |                    |                      | |                  |  |
| 8 | 181                | Eenzaam              | Davey-Jay Geernaert – Japie Stokvis (alleen stem) Marcel Jonker – Bas Julika Marijn – Agnes de Haas (schilderes) Lex Passchier – Adri de Greef Paul van Soest – Henk van de Berg Elisabeth Versluys – Lea van Vliet                                                                      | 22 februari 2004 |  |
| Jaap voelt zich eenzaam als Simon met Adri naar een tentoonstelling in Duitsland is. Adri maakt een schilderij van een nasiblikje voor de moeder van Nel. |                    |                      | |                  |  |
| 9 | 182                | Sensitivity training | Khaldoun Elmecky – Paco Ton Feil – Gerard van Waardenburg (kegelaar Vlaardingen Vooruit) Koos van der Knaap – Karel van Dam Paul van Soest – Henk van de Berg Ton van der Velden – Kok van de Lande Elisabeth Versluys – Lea van Vliet                                                   | 29 februari 2004 |  |
| Om de teamgeest binnen de kegelclub te verbeteren geeft Simon een sensitivitytraining. |                    |                      | |                  |  |
| 10 | 183                | Vakantie             | Manon Alving – moeder Harmsen Peter Bliek – postbode in Drenthe Walter Crommelin – Hopjes Davey-Jay Geernaert – Japie Stokvis (alleen stem) Huib Rooymans – mijnheer Harmsen | 7 maart 2004     |  |
| Simon interviewt mijnheer Harmsen over de maanlanding. Hij is daar geen voorstander van maar zegt dat alleen omdat moeder erbij zit. Jaap verdiept zich nu in het soefisme en mag in plaats van moeder naar Drenthe voor een bijeenkomst van de soefibeweging. Mijnheer Harmsen kan nu toch op vakantie naar Arona. |                    |                      | |                  |  |

## Seizoen 12: 1970 (2005)
| Aflevering (seizoen) | Aflevering (serie) | Titel                | Gastacteurs | Uitzenddatum     |  |
| --- | ------------------ | -------------------- | --- | ---------------- |  |
| 1 | 184                | Humor                | Marcel Jonker – Bas Lex Passchier – Adri de Greef Huib Rooymans – mijnheer Harmsen | 13 februari 2005 |  |
| Jaap probeert mijnheer Harmsen aan het lachen te krijgen met een goede grap. Adri playbackt Shirley Bassey. Bijzonderheden: - Laatste aflevering met Marcel Jonker als Bas |                    |                      | |                  |  |
| 2 | 185                | Hair                 | Walter Crommelin – Hopjes Davey-Jay Geernaert – geen rol Koos van der Knaap – Karel van Dam Maartje van der Knaap – Maartje van Dam Daniëlle Oosterwal – omroepster VPRO Paul van Soest – Henk van de Berg Ton van der Velden – Kok van de Lande Elisabeth Versluys – Lea van Vliet | 20 februari 2005 |  |
| Iedereen is in de ban van het tv-programma Hoepla. Simon is naar de musical Hair in Londen. Bij de kegelclub kan iedereen naar Hoepla in kleur komen kijken. Karel van Dam en Simon geven daar een uitvoering van Hair wanneer op het laatste moment de uitzending van Hoepla niet doorgaat. Bijzonderheden: - Davey-Jay Geernaert wordt op de aftiteling vermeld maar is in deze aflevering niet te zien of horen. - De oudste dochter van Koos van der Knaap (Maartje) speelt in deze aflevering een gastrol. |                    |                      | |                  |  |
| 3 | 186                | Radio Riool          | Rients Gratama – Nico van der Speld Koos van der Knaap – Karel van Dam Paul van Soest – Henk van de Berg Ton van der Velden – Kok van de Lande Elisabeth Versluys – Lea van Vliet                                                                                                   | 27 februari 2005 |  |
| Simon heeft een illegale zender: "Radio riool". De leden van de kegelclub en de moeder van Nel werken mee aan een hoorspel in het kader van 500 jaar riool. |                    |                      | |                  |  |
| 4 | 187                | De roze Rotterdammer | Edo Brunner – Bas Koos van der Knaap – Karel van Dam Huib Rooymans – mijnheer Harmsen Paul van Soest – Henk van de Berg | 6 maart 2005     |  |
| Simon komt met een themanummer van de Bruine over homoseksualiteit: De roze Rotterdammer. Bas en mijnheer Harmsen stellen zich kandidaat voor het voorzitterschap van het COC afd. Rotterdam-Zuid Bijzonderheden: - Terugkeer van Edo Brunner als Bas |                    |                      | |                  |  |
| 5 | 188                | De pil               | Carolien van den Berg – Neelie Smit-Kroes Edo Brunner – Bas Khaldoun Elmecky – Paco Davey-Jay Geernaert – Japie Stokvis (alleen stem) Lex Passchier – Adri de Greef | 13 maart 2005    |  |
| Jaap vindt dat er te veel buitenlanders zijn. Simon interviewt Neelie Smit-Kroes op haar wc. Nel vindt dat de pil in het ziekenfondspakket moet. |                    |                      | |                  |  |
| 6 | 189                | De vegakraakster     | Annick Boer – Els (vegetarische kraakster) Edo Brunner – Bas Anke Jansen – Katja van de Lande Koos van der Knaap – Karel van Dam Paul van Soest – Henk van de Berg Ton van der Velden – Kok van de Lande                                                                            | 20 maart 2005    |  |
| Iedereen is ineens vegetarisch. Een kraakster waarmee Simon een interview heeft komt bij Nel thuis koken. Jaap vindt het maar niets. Als zelfs het gehakt op de kegelclub vegetarisch is, eet Jaap bij Kok en Katja thuis. |                    |                      | |                  |  |
| 7 | 190                | De kegelkerk         | Reinier Bulder – pastoor Zoutebier Walter Crommelin – Hopjes Ton Feil – Gerard van Waardenburg (voorzitter Vlaardingen Vooruit) Koos van der Knaap – Karel van Dam Paul van Soest – Henk van de Berg Ton van der Velden – Kok van de Lande Elisabeth Versluys – Lea van Vliet       | 27 maart 2005    |  |
| Om geld binnen te krijgen verhuurt de kegelclub de kantine aan pastoor Zoutebier wiens kerk gesloten is. Het wordt geen succes en de pastoor betaalt niet. Gelukkig is de moeder van Nel ook op zoek naar een repetitieruimte voor haar balletclub. |                    |                      | |                  |  |
| 8 | 191                | De wilde plantentuin | Roel Bloemen – hippie in het Kralingse Bos Huib Rooymans – mijnheer Harmsen Elisabeth Versluys – Lea van Vliet | 3 april 2005     |  |
| Mijnheer Harmsen heeft een wilde plantentuin in het Kralingse Bos geschonken aan de stad. Jaap bewaakt deze tegen hippies die het Kralingse popfestival bezoeken. Nel gaat met haar moeder naar dat festival. |                    |                      | |                  |  |
| 9 | 192                | Stoffel de schildpad | Edo Brunner – Bas Khaldoun Elmecky – Paco Davey-Jay Geernaert – Japie Stokvis Willem van Hanegem – zichzelf Koos van der Knaap – Karel van Dam Paul van Soest – Henk van de Berg Ton van der Velden – Kok van de Lande                                                              | 10 april 2005    |  |
| Willem van Hanegem brengt de shirts van Feyenoord naar de wasserette. Omdat het team tevreden is over het resultaat mag Nel mee naar de Europacupfinale Feyenoord-Celtic in Milaan. Jaap is er niet gerust op. Bijzonderheden: Willem van Hanegem speelt in deze aflevering zichzelf. |                    |                      | |                  |  |

## Seizoen 13: 1971 (2006)
| Aflevering (seizoen) | Aflevering (serie) | Titel                     | Gastacteurs | Uitzenddatum     |  |
| --- | ------------------ | ------------------------- | --- | ---------------- |  |
| 1 | 193                | Kaal                      | Walter Crommelin – Hopjes Davey-Jay Geernaert – Japie Stokvis (alleen stem) Huib Rooymans – mijnheer Harmsen | 8 januari 2006   |  |
| Simon laat zich extra kaal scheren. Jaap vindt het maar niets. Maar als mijnheer Harmsen het geweldig vindt en zich ook kaal laat scheren wil Jaap het ook. Nel wordt 50 en krijgt een tegoedbon voor de sauna van Simon. |                    |                           | |                  |  |
| 2 | 194                | Wie is van hout?          | Thijs Feenstra – Jan Foudraine (psychiater) Huib Rooymans – mijnheer Harmsen Elisabeth Versluys – Lea van Vliet Frans de Wit – verpleger in Maasoord                                                                    | 15 januari 2006  |  |
| Simon heeft een interview met de psychiater Jan Foudraine. Mijnheer Harmsen wordt in verwarde toestand gevonden en wordt opgesloten in Maasoord. Jaap wil met hem ruilen en wordt opgesloten. Zo denkt hij groepschef te worden. De moeder van Nel is vergeetachtig. Bijzonderheden: Deze aflevering is genoemd naar het gelijknamige boek van Jan Foudraine.                                                          |                    |                           | |                  |  |
| 3 | 195                | Blue Movie                | Edo Brunner – Bas Davey-Jay Geernaert – Japie Stokvis (alleen stem) Koos van der Knaap – Karel van Dam Lex Passchier – Adri de Greef Paul van Soest – Henk van de Berg Elisabeth Versluys – Lea van Vliet               | 22 januari 2006  |  |
| Iedereen heeft het over de film Blue Movie. Jaap weet alleen dat het een pornofilm is. Als hij de betekenis van het woord pornografie opzoekt in het woordenboek ontdekt hij dat Nel met haar moeder naar een vieze film is geweest. Bijzonderheden: Laatste aflevering met Adri de Greef. |                    |                           | |                  |  |
| 4 | 196                | Op losse groeven          | Edo Brunner – Bas Walter Crommelin – Hopjes Koos van der Knaap – Karel van Dam Huib Rooymans – mijnheer Harmsen Paul van Soest – Henk van de Berg                                                                       | 29 januari 2006  |  |
| Mijnheer Harmsen heeft een hekel aan de bestaande omroepen omdat ze politieke spreekbuizen zijn. Jaap wordt lid van de TROS en maakt mijnheer Harmsen ook lid. Samen kijken ze bij mijnheer Harmsen naar Op Losse Groeven. Bas maakt Nel lid van de VPRO. Bijzonderheden: Als mijnheer Harmsen de gids van de TROS bekijkt, staat er een medley in met Joke Bruijs. Dat is dezelfde persoon als degene die Nel speelt. |                    |                           | |                  |  |
| 5 | 197                | Let it be                 | Edo Brunner – Bas Duck Jetten – Coba (moeder voor één dag) Davey-Jay Geernaert – Japie Stokvis Koos van der Knaap – Karel van Dam Huib Rooymans – mijnheer Harmsen Paul van Soest – Henk van de Berg                    | 5 februari 2006  |  |
| Jaap maakt voor Moederdag een ontbijt voor de moeder van mijnheer Harmsen. Simon huurt een moeder voor één dag. |                    |                           | |                  |  |
| 6 | 198                | Harm met de harp          | Edo Brunner – Bas Richard Groenendijk – Harm met de Harp Rosa Mee – Yvonne Scholten (dochter Huib Scholten) | 12 februari 2006 |  |
| Bas komt zonder Adri terug uit Frankrijk en gaat op zoek naar een nieuwe vriend. Via een contactadvertentie ontmoet hij Harm met de Harp. Simon maakt een fotoreportage van Yvonne Scholten die fotomodel wil worden. Bijzonderheden: Deze aflevering is genoemd naar het gelijknamige typetje van de cabaretier Henk Elsink. Aan het einde van de aflevering is een fragment daarvan te zien.                         |                    |                           | |                  |  |
| 7 | 199                | Crèche                    | Edo Brunner – Bas Monique Commers – Greet van Dam Khaldoun Elmecky – Paco Koos van der Knaap – Karel van Dam Paul van Soest – Henk van de Berg Ton van der Velden – Kok van de Lande Elisabeth Versluys – Lea van Vliet | 19 februari 2006 |  |
| Nel verkoopt appels in de wasserette voor Dolle Mina. Dolle Mina organiseert een bijeenkomst in de kegelclub. Paco en mijnheer Harmsen passen op de tweeling van Karel van Dam. Bijzonderheden: Katja van de Lande wordt in deze aflevering gespeeld door Irene Keim via CFTV casting. |                    |                           | |                  |  |
| 8 | 200                | Geef mij maar Amsterdam   | Davey-Jay Geernaert – Japie Stokvis Koos van der Knaap – Karel van Dam Paul van Soest – Henk van de Berg Ton van der Velden – Kok van de Lande                                                                          | 26 februari 2006 |  |
| Simon heeft in Amsterdam een interview met Annemarie Oster. Jaap vertelt dat Simon in Amsterdam gaat wonen en De Bruine Rotterdammer omgedoopt wordt tot De Bruine Amsterdammer. Simon wordt daarom geroyeerd als lid van de kegelclub. Als het allemaal gelogen blijkt te zijn moet Jaap diep door het stof. Bijzonderheden: Deze aflevering is genoemd naar het gelijknamige lied van Johnny Jordaan.                |                    |                           | |                  |  |
| 9 | 201                | 't Water staat de club... | Edo Brunner – Bas Khaldoun Elmecky – Paco Koos van der Knaap – Karel van Dam Paul van Soest – Henk van de Berg Ton van der Velden – Kok van de Lande Christa de Vries – Rooie Carla (prostitué)                         | 5 maart 2006     |  |
| Het water staat de kegelclub zo hoog tot de lippen dat men er een Turks pension van wil maken. Hun eigen pension is namelijk afgebrand tijdens de rellen in de Afrikaanderwijk. Als er geen Turk komt opdagen omdat de gemeente al opvang geregeld heeft, heeft Simon een ander idee: een bordeel in de kegelclub. |                    |                           | |                  |  |
| 10 | 202                | Eindelijk                 | Koos van der Knaap – Karel van Dam Barry Meijer – telegrambezorger Huib Rooymans – mijnheer Harmsen Paul van Soest – Henk van de Berg                                                                                   | 12 maart 2006    |  |
| Jaap krijgt een telegram van de wethouder voor openbare werken dat hij bevorderd is tot groepschef en geeft een receptie bij hem thuis. Dan blijkt het allemaal een vergissing te zijn: fout van de computer. |                    |                           | |                  |  |

## Seizoen 14: 1972 (2007)
| Aflevering (seizoen) | Aflevering (serie) | Titel               | Gastacteurs | Aantal kijkers | Uitzenddatum |  |
| --- | ------------------ | ------------------- | --- | -------------- | ------------ |  |
| 1 | 203                | Tillie van Til      | Edo Brunner – Bas Raymond Lorié – Martin Schröder Timon Moll – Tillie van Til Fred Vaassen – ambtenaar van de burgerlijke stand | 1.194.000      | 21 mei 2007  |  |
| Simon heeft een interview met de verpleegster van het jaar: Tillie van Til. Hij wordt verliefd en trouwt met haar. Maar dan komt Simon erachter dat Tillie een man is. Bas vindt dat het homohuwelijk mogelijk moet worden.                                                                         |                    |                     | |                |              |  |
| 2 | 204                | Giselle             | Edo Brunner – Bas Walter Crommelin – Hopjes Khaldoun Elmecky – Paco Huib Rooymans – mijnheer Harmsen |                | 28 mei 2007  |  |
| Simon maakt een foto van een zuigende Jaap in de RET-kantine. Mijnheer Harmsen is zo enthousiast dat Jaap mee mag naar de balletvoorstelling Giselle. |                    |                     | |                |              |  |
| 3 | 205                | Ajax-Inter          | Edo Brunner – Bas Rients Gratama – Nico van de Speld Koos van der Knaap – Karel van Dam Paul van Soest – Henk van de Berg Maarten Spanjer – Rinus Michels Ton van der Velden – Kok van de Lande                                                         |                | 4 juni 2007  |  |
| Simon interviewt in een uitzending van Radio Riool een voorbeschouwing van de Europacupfinale Ajax-Inter Milaan in de Kuip. Rinus Michels en Jaap zijn zijn gasten. Nel wil meer voor het milieu doen en probeert een milieuvriendelijker wasmiddel in de wasserette.                               |                    |                     | |                |              |  |
| 4 | 206                | Adri                | Edo Brunner – Bas Huib Rooymans – mijnheer Harmsen |                | 11 juni 2007 |  |
| Bas heeft een kat gekocht genaamd Adri. Als Jaap hoort dat mijnheer Harmsen dol is op katten maar er zelf geen kan kopen, biedt hij hem aan om een keer met "zijn" kat te spelen. Als blijkt dat het niet Jaaps kat is, wordt Jaap op staande voet ontslagen.                                       |                    |                     | |                |              |  |
| 5 | 207                | Maarten             | Koos van der Knaap – Karel van Dam Paul van Soest – Henk van de Berg Chris Tates – Maarten Polderman (dakloze) Ton van der Velden – Kok van de Lande |                | 18 juni 2007 |  |
| Simon heeft een interview met een dakloze. Hij mag van Nel tijdelijk in de wasserette slapen. Bij de kegelclub staat het water zo hoog tot de lippen dat er in drugs gehandeld wordt. Ineens is de wiet onder de bar verdwenen en is de dakloze met de noorderzon vertrokken.                       |                    |                     | |                |              |  |
| 6 | 208                | Turks Fruit         | Edo Brunner – Bas Tijn Docter – Paul Verhoeven Davey-Jay Geernaert – Japie Stokvis Koos van der Knaap – Karel van Dam Caro Lenssen – Monique van de Ven Paul van Soest – Henk van de Berg Ton van der Velden – Kok van de Lande                         |                | 25 juni 2007 |  |
| Simon interviewt Paul Verhoeven. Hij heeft nog geen actrice die de rol van Olga in Turks Fruit moet spelen. Simon brengt hem in contact met Monique van de Ven die hij in Maastricht ontmoet heeft toen hij daar was wegens een grote verstopping in de riool. De voorpremière is bij de kegelclub. |                    |                     | |                |              |  |
| 7 | 209                | De stembus          | Edo Brunner – Bas Koos van der Knaap – Karel van Dam Huib Rooymans – mijnheer Harmsen Paul van Soest – Henk van de Berg |                | 2 juli 2007  |  |
| De verkiezingen komen eraan. Als Jaap van mijnheer Harmsen hoort hoe hij Thorbecke bewondert heeft Simon een geweldig idee: Jaap verkleed als Hans Wiegel in een oude bus. |                    |                     | |                |              |  |
| 8 | 210                | De bruine Madrileen | Davey-Jay Geernaert – Japie Stokvis Koos van der Knaap – Karel van Dam Huib Rooymans – mijnheer Harmsen Raymi Sambo – Harvie Graanoogst (man die naar woning Simon komt kijken) Paul van Soest – Henk van de Berg Ton van der Velden – Kok van de Lande |                | 9 juli 2007  |  |
| Simon is samen met Japie plotseling naar Madrid geëmigreerd omdat hij daar voorman kan worden in de riool en De Bruine Madrileen kan opzetten. Mijnheer Harmsen is door zijn moeder het huis uitgezet en Jaap biedt hem Simons huis aan. Gelukkig heeft Simon heimwee en komt hij weer terug.       |                    |                     | |                |              |  |

## Seizoen 15: 1973 (2008)
| Aflevering (seizoen) | Aflevering (serie) | Titel                 | Gastacteurs | Aantal kijkers | Uitzenddatum  |  |
| --- | ------------------ | --------------------- | --- | -------------- | ------------- |  |
| 1 | 211                | De bijna doodervaring | André van Duin – dokter Hoornstra Huib Rooymans – mijnheer Harmsen | 1.451.000      | 7 april 2008  |  |
| Mijnheer Harmsen vindt dat Jaap wel wat diepgang kan gebruiken. Simon organiseert voor hem een bijna doodervaring. |                    |                       | |                |               |  |
| 2 | 212                | Radio Veronica        | Edo Brunner – Bas Koos van der Knaap – Karel van Dam Tineke de Nooij – Tineke de Nooij Paul van Soest – Henk van de Berg                                                                                                | 1.148.000      | 14 april 2008 |  |
| Het schip van Veronica strandt bij Scheveningen door de storm. Simon zorgt ervoor dat Veronica kan blijven uitzenden. Bijzonderheden: - Eerste aflevering in breedbeeld. - Tineke de Nooij is moeilijk te zien. Het is onduidelijk of ze meespeelt in deze aflevering of dat alleen haar stem gebruikt wordt. |                    |                       | |                |               |  |
| 3 | 213                | De vuile Rolls        | Edo Brunner – Bas Koos van der Knaap – Karel van Dam Huib Rooymans – mijnheer Harmsen Paul van Soest – Henk van de Berg                                                                                                 | 1.236.000      | 21 april 2008 |  |
| De moeder van Nel wordt 75. Jaap wast de Rolls van mijnheer Harmsen. |                    |                       | |                |               |  |
| 4 | 214                | Juliana               | Edo Brunner – Bas Khaldoun Elmecky – Paco Koos van der Knaap – Karel van Dam Paul van Soest – Henk van de Berg Ton van der Velden – Kok van de Lande Elisabeth Versluys – Lea van Vliet Hedy Wiegner – koningin Juliana | 1.292.000      | 28 april 2008 |  |
| Simon heeft een interview met koningin Juliana op haar WC. Bas en Nel organiseren een Franse kaasavond. |                    |                       | |                |               |  |
| 5 | 215                | Apartheid             | Edo Brunner – Bas Khaldoun Elmecky – Paco Koos van der Knaap – Karel van Dam Huib Rooymans – mijnheer Harmsen Paul van Soest – Henk van de Berg                                                                         | 1.159.000      | 5 mei 2008    |  |
| Karel van Dam wordt 50. Hij krijgt als cadeau 50 sinaasappelen die hij niet kan accepteren omdat ze uit Zuid-Afrika komen. Simon schrijft in de Bruine een artikel over Jaap als actievoerder tegen de apartheid.                                                                                             |                    |                       | |                |               |  |
| 6 | 216                | Autoloze zondag       | Edo Brunner – Bas Walter Crommelin – Hopjes Davey-Jay Geernaert – Japie Stokvis (alleen stem) Elisabeth Versluys – Lea van Vliet Cees Wijburg – nieuwslezer radio (alleen stem)                                         | 1.503.000      | 12 mei 2008   |  |
| Mijnheer Harmsen wil tijdens de autoloze zondag naar de wedstrijd Nederland-België maar hij heeft geen ontheffing. Jaap steelt de ontheffing van Nels moeder uit haar tas. Bas is op zoek naar een serieuze relatie.                                                                                          |                    |                       | |                |               |  |
| 7 | 217                | ’t Rooie gevaar       | Edo Brunner – Bas Koos van der Knaap – Karel van Dam Nico van der Knaap – Koperen Ko (straatmuzikant) Paul van Soest – Henk van de Berg Cees Wijburg – nieuwslezer radio (alleen stem)                                  | 1.355.000      | 19 mei 2008   |  |
| De kegelclub organiseert een discussieavond over de oorlog in Vietnam. |                    |                       | |                |               |  |
| 8 | 218                | Ik hou van Holland    | Edo Brunner – Bas Khaldoun Elmecky – Paco Davey-Jay Geernaert – Japie Stokvis Rients Gratama – Nico van der Speld Huib Rooymans – mijnheer Harmsen                                                                      | 1.215.000      | 26 mei 2008   |  |
| Simon heeft de beschikking over een caravan. Jaap laat Nico een einde maken aan het proefkamperen van Nel, Bas, Simon, Japie, Paco en mijnheer Harmsen in de Oranjeboomstraat. |                    |                       | |                |               |  |

## Seizoen 16: 1974 (2009)
| Aflevering (seizoen) | Aflevering (serie) | Titel                | Gastacteurs | Aantal kijkers | Uitzenddatum  |  |
| --- | ------------------ | -------------------- | --- | -------------- | ------------- |  |
| 1 | 219                | Dean Martin          | Natalie Edwardes – Ellen (fotomodel) Koos van der Knaap – Karel van Dam Paul van Soest – Henk van de Berg Ton van der Velden – Kok van de Lande                                                                                              | 1.050.000      | 7 april 2009  |  |
| Simon maakt foto's van een fotomodel voor een advertentie in de Bruine. Om indruk op haar te maken treedt hij bij de kegelclub op als Dean Martin. |                    |                      | |                |               |  |
| 2 | 220                | De depressietest     | Edo Brunner – Bas Walter Crommelin – Hopjes Huib Rooymans – mijnheer Harmsen Luc Theeboom – vriend Bas | 881.000        | 14 april 2009 |  |
| Bas voelt zich depressief. Jaap doet twee keer de depressietest uit de Telegraaf. Eén keer met Simon en één keer met mijnheer Harmsen. |                    |                      | |                |               |  |
| 3 | 221                | Punt 10              | Edo Brunner – Bas Walter Crommelin – Hopjes Khaldoun Elmecky – Paco Koos van der Knaap – Karel van Dam Huib Rooymans – mijnheer Harmsen Paul van Soest – Henk van de Berg Bart de Vries – André van der Louw (nieuwe burgemeester Rotterdam) | 887.000        | 21 april 2009 |  |
| André van der Louw is de nieuwe burgemeester van Rotterdam. Mijnheer Harmsen ontvangt hem bij hem thuis samen met Simon en Jaap. Jaap heeft zo zijn eigen opvatting over punt 10 van Tien over rood. |                    |                      | |                |               |  |
| 4 | 222                | Cabaret              | Edo Brunner – Bas Chiel Montagne – Chiel Montagne (alleen stem) | 859.000        | 28 april 2009 |  |
| Bas is jarig en krijgt een cabaretboek en kaartjes voor Cox en Halsema. Terwijl Bas, Nel en Simon daarheen zijn, geniet Jaap van Op Losse Groeven. Bijzonderheden: - In deze aflevering lukt het Jaap om zijn pet op de kapstok te gooien. - In deze aflevering wordt gepraat over Gerard Cox. Dat is dezelfde Gerard Cox als degene die Jaap speelt. |                    |                      | |                |               |  |
| 5 | 223                | Bar gezellig         | Edo Brunner – Bas Khaldoun Elmecky – Paco Koos van der Knaap – Karel van Dam Paul van Soest – Henk van de Berg Ton van der Velden – Kok van de Lande Elisabeth Versluys – Lea van Vliet                                                      | 1.025.000      | 5 mei 2009    |  |
| Nel vindt dat Jaap te veel weg is 's avonds. Hij vindt het thuis niet gezellig. Om het thuis gezelliger te maken koopt hij een oude bar van Huib Scholten en zet die in de huiskamer. |                    |                      | |                |               |  |
| 6 | 224                | All you need is love | Edo Brunner – Bas Khaldoun Elmecky – Paco Koos van der Knaap – Karel van Dam Paul van Soest – Henk van de Berg Ton van der Velden – Kok van de Lande Ruud ter Weijden – sportverslaggever (alleen stem)                                      | 1.049.000      | 19 mei 2009   |  |
| Bas heeft een Surinaamse vriend. Jaap vraagt Kok, die beweert bokser te zijn geweest, om hem op straat te zetten. Na het themanummer over geweld komt de Bruine met een themanummer over de liefde. |                    |                      | |                |               |  |
| 7 | 225                | Sonja                | Edo Brunner – Bas Frans van Deursen – Frank van Borsele (vertegenwoordiger keukenzaak) Huib Rooymans – mijnheer Harmsen Terence Schreurs – Sonja (nichtje mijnheer Harmsen)                                                                  | 877.000        | 26 mei 2009   |  |
| Simon gaat uit met het nichtje van mijnheer Harmsen. Nel laat een offerte maken voor een nieuwe keuken. |                    |                      | |                |               |  |
| 8 | 226                | De stille kracht     | Edo Brunner – Bas Huib Rooymans – mijnheer Harmsen | 1.142.000      | 2 juni 2009   |  |
| Jaap en Simon roepen in een séance de vader van mijnheer Harmsen op. De promotie tot groepschef van Jaap is daarna zo goed als rond. Simon gooit op het laatste moment roet in het eten. |                    |                      | |                |               |  |

## Speciale afleveringen
| Special | Titel                                   | Gastacteurs | Uitzenddatum     |  |
| --- | --------------------------------------- | --- | ---------------- |  |
| S1 | Toen was muziek heel gewoon             | Manon Alving – moeder Harmsen Walter Crommelin – Hopjes Koos van der Knaap – Karel van Dam Huib Rooymans – mijnheer Harmsen Paul van Soest – Henk van de Berg Coby Timp – hospita Henk van de Berg Elisabeth Versluys – Lea van Vliet                                                            | 11 december 1999 |  |
| Mijnheer Harmsen presenteert een show waarin Nel, Jaap, Simon en Zus liedjes zingen. Samen zingen ze een medley van songfestivalliedjes en een medley van liedjes uit de jaren 50 en 60. Bijzonderheden: Special ter promotie van de CD die de hoofdrolspelers van Toen was geluk heel gewoon gemaakt hebben. |                                         | |                  |  |
| S2 | De tijdmachine                          | Walter Crommelin – Hopjes Frank Jansen – pater Franciscus Wilfred Kemp – pater Wilfridus Paula Patricio – Paula Patricio Fons de Poel – pater Alfonsus Huib Rooymans – mijnheer Harmsen Frans Slangen – (voorzitter KRO) Paul van Soest – pater Gregorius Ton Verlind – pater                    | 26 november 2000 |  |
| Mijnheer Harmsen heeft een tijdmachine gebouwd. Simon reist naar 1925 waar een aantal paters vergaderen over de oprichting van de KRO. Jaap, Nel, Simon, Zus, mijnheer Harmsen en Hopjes reizen naar 2000 waar de KRO haar 75-jarig bestaan viert. Bijzonderheden: Special ter gelegenheid van het 75-jarig bestaan van de KRO. Mijnheer Harmsen leidt deze aflevering in als spreekstalmeester voor het publiek. Tijdens deze inleiding zijn shots van het publiek te zien. Een aantal KRO-prominenten speelt een gastrol. |                                         | |                  |  |
| S3 | Cliniclowns special (nacht van de lach) | Walter Crommelin – Hopjes Huib Rooymans – mijnheer Harmsen | 9 november 2002  |  |
| Jaap en Simon proberen de zieke mijnheer Harmsen op te vrolijken. Jaap slaagt daar met zijn clownsact niet in. Als Simon echter een mop vertelt knapt mijnheer Harmsen weer helemaal op. Bijzonderheden: - Korte aflevering van ongeveer 5 minuten tijdens de Nacht van de lach (inzamelingsactie voor de Cliniclowns). |                                         | |                  |  |
| S4 | De rek is er uit                        | Edo Brunner – Bas Walter Crommelin – Hopjes Khaldoun Alexander Elmecky – Paco Davey-Jay Geernaert – Japie Stokvis Koos van der Knaap – Karel van Dam Huib Rooymans – mijnheer Harmsen Paul van Soest – Henk van de Berg Ton van der Velden – Kok van de Lande Elisabeth Versluys – Lea van Vliet | 3 juni 2009      |  |
| In de Bruine Rotterdammer wordt bekendgemaakt dat Toen was geluk heel gewoon ermee stopt. Bas, Henk van de Berg, Karel van Dam, de moeder van Nel, Paco, Kok van de Lande, mijnheer Harmsen en Hopjes komen een voor een naar Jaap en Nel om te vragen of het waar is. Bij iedere persoon die het vroeg gaf Jaap als antwoord: "En dat komt door jou. Iedereen werd gek van ...." Alleen bij Harmsen zei Jaap: "Maar dat komt niet door U, mijnheer Harmsen." Bijzonderheden: - De laatste aflevering van Toen was geluk heel gewoon. Het decor wordt tijdens deze aflevering geleidelijk afgebroken. - De aflevering wordt voorafgegaan door "Toen was geluk nooit meer gewoon": een compilatie van fragmenten uit de serie en interviews met de acteurs. - "De rek is er uit" trekt 1.510.000 kijkers. - "Toen was geluk nooit meer gewoon" trekt 1.273.000 kijkers. - Op het einde van deze afscheidsscène wordt Sjoerd Pleijsier zichtbaar tot tranen bewogen. |                                         | |                  |  |

## Dvd-uitgave
De uitgegeven dvd's hebben een andere aflevering volgorde dan de seizoenen. Hieronder volgt een overzicht van de nieuwst uitgegeven dvd-boxen. Bij eerder uitgegeven dvd-boxen stonden de afleveringen die op box 2 staan op box 3 en andersom.
| dvd | dvd | dvd | dvd | dvd | dvd |
| --- | --- | --- | --- | --- | --- |
| Box 1 (S1-S3) - 1. Op de Planken - 2. De Golfspeler - 3. De Hoge noot - 4. De slaapwandelaar - 5. Je neemt er wat van mee - 6. Een hondenleven - 7. Een zaak van leven en dood - 8. De broer van Nellie - 9. De ring - 10. De dienstbode - 11. Vrouwelijk schoon - 12. Huurverhoging - 13. Heer in het verkeer - 14. Bandenpech - 15. TV voor twee - 16. Bemoei je met je eigen zaken - 17. Naar Parijs - 18. Wie de handschoen past - 19. De baas in huis - 20. Een man z'n trots - 21. De NV Jaap Kooiman - 22. De slager van Zuid - 23. Monus de man van de maan - 24. De nieuwe buurman | Box 2 (S3-S5) - 1. De Held - 2. Geen Haar Op Mijn Hoofd - 3. Onder Hypnose - 4. Verhuizen - 5. De Overval - 6. De Liefdesbrief - 7. Jacobus Koppelaar - 8. De Prijsvraag - 9. De Bonte Avond - 10. Het Staat In De Sterren - 11. De Griep - 12. Oud & Nieuw - 13. Oud Papier - 14. Met De Muziek Mee - 15. Waar Rook Is, Is Vuur - 16. Op Vakantie - 17. Alle Dertien Goed - 18. Nieuw Klein Peking                                                                                                   | Box 3 (S2-S4) - 1. Brulboei van het jaar - 2. Ha die ma - 3. Vreemd geld - 4. Rugklachten - 5. Kans voor open doel - 6. De vis wordt duur betaald - 7. Oudere jongeren - 8. Wild west in zuid - 9. Oppassen - 10. Makker staakt uw wild geraas - 11. Belastingperikelen - 12. Komt allen te samen - 13. Anders dan anderen - 14. Meeste stemmen gelden - 15. Brief aan de baas - 16. Hersenschimmen - 17. Daar komt de bruid | Box 4 (S4-S5) - 1. De mensenredder - 2. Het eerste kievietsei - 3. Verjongen - 4. Kaartjes voor het voetballen - 5. De goochelaar - 6. Water halen - 7. Sjoelen - 8. Schaken - 9. Kamperen - 10. Dag Sinterklaasje - 11. De baas komt eten - 12. De edele dichtkunst - 13. De hertjes lagen bij nachte - 14. De schat - 15. Dansles - 16. De metro - 17. Het cadeau - 18. De keuring - 19. De grote schoonmaak | Box 5 (S6) - 1. De verkiezingen - 2. Mens en sigaar - 3. Cyrano - 4. Het portret - 5. De fotoroman - 6. Zuster Zus - 7. Piaf - 8. Open het dorp - 9. Miss Riool - 10. De ijskast - 11. De duif - 12. Skiën - 13. Kunst - 14. Logeren - 15. De motor - 16. Kristal - 17. Tour de Sud - 18. Het modderbad - 19. Het affiche - 20. Elvis - 21. De baby                                                          | Box 6 (S6-S7) - 1. Wim Kan - 2. I.Q. - 3. De Hoogtezon - 4. Lieve Lea - 5. Koninginnedag - 6. De kop van Ma - 7. Fokke - 8. De Snor - 9. Korfbal - 10. Pantomime - 11. Zo is het toevallig ook nog 'ns een keer - 12. De Stropdas - 13. De Strip - 14. Vrede - 15. De Auto - 16. Reïncarnatie - 17. De REM - 18. The Beatles - 19. De Duitse Week - 20. Wasserette - 21. De Wringer - 22. Transfer - 23. 1 april - 24. De Spijkerbroek - 25. Maansverduistering                                                              |
| Box 7 (S8) - 1. De bontjas - 2. Provo - 3. Sex - 4. Voodoocompascuum - 5. Brunhilde - 6. De groepschef - 7. De jukebox - 8. Hare Krisjna - 9. Mary Quant - 10. De vakbond - 11. Het huwelijk - 12. Veilig verkeer - 13. De bril - 14. Grieks - 15. Het dictee - 16. Beleggen - 17. Lenie - 18. Kunst - 19. Bevrijdingsdag - 20. Maan'n Gezonde geest - 21. De plonspot - 22. King of the road | Box 8 (S9-S10) - 1. Mist - 2. LSD - 3. Poëzie op zuid - 4. Avondkleding - 5. Pruikentijd - 6. De Griekse beginselen - 7. De boerenpartij - 8. De zondvloed - 9. Beat & misdaad - 10. De gijzeling - 11. De oorkonde - 12. T.V. - 13. Ik Jan Cremer - 14. De advertentie - 15. Alleen op de wereld - 16. Er is er een jarig - 17. Samenwonen - 18. Guinness book of records - 19. Chromosomen - 20. Heintje - 21. Paco - 22. Roteb - 23. Veronica - 24. Boekenweek - 25. De begrafenis - 26. De butler | Box 9 (S11-S12) - 1. Nieuwjaarsreceptie - 2. Kleur - 3. JK '69 - 4. Josine - 5. Carnaval - 6. De vuilniszak - 7. Bed-in - 8. Eenzaam - 9. Sensitivitytraining - 10. Vakantie - 11. Humor - 12. Hair - 13. Radio riool - 14. De Roze Rotterdammer - 15. De pil - 16. De vegakraakster - 17. De kegelkerk - 18. De wilde plantentuin - 19. Stoffel de schildpad                                                                | Box 10 (S13-S14) - 1. Kaal - 2. Wie is van hout - 3. Blue movie - 4. Op losse groeven - 5. Let it be - 6. Harm met de harp - 7. De crèche - 8. Geef mij maar A'dam - 9. 'T water staat de club - 10. Eindelijk - 11. Tillie van Til - 12. Giselle - 13. Ajax - Inter - 14. Adri - 15. Maarten - 16. Turks fruit - 17. De stembus - 18. De bruine Madrileen                                                     | Box 11 (S15-S16) - 1. De bijna doodervaring - 2. Radio Veronica - 3. De vuile Rolls - 4. Juliana - 5. Apartheid - 6. Autoloze zondag - 7. Het rooie gevaar - 8. Ik Hou Van Holland - 9. Dean Martin - 10. De Depressietest - 11. Punt 10 - 12. Cabaret - 13. Bar Gezellig - 14. All You Need is Love - 15. Sonja - 16. De Stille Kracht - Bonus 1: Nu Is Geluk Nooit Meer Gewoon - Bonus 2: De Verloren Zoon | Box 11 Special Edition (S15-S16) - 1. De bijna doodervaring - 2. Radio Veronica - 3. De vuile Rolls - 4. Juliana - 5. Apartheid - 6. Autoloze zondag - 7. Het rooie gevaar - 8. Ik Hou Van Holland - 9. Dean Martin - 10. De Depressietest - 11. Punt 10 - 12. Cabaret - 13. Bar Gezellig - 14. All You Need is Love - 15. Sonja - 16. De Stille Kracht - Bonus 1: Nu is geluk nooit meer gewoon - Bonus 2: De Verloren Zoon - Bonus 3: Toen was muziek heel gewoon - Bonus 4: De Tijdmachine - Bonus 5: Cliniclowns special |